# Cofradía de la Vera Cruz (Salamanca)
La Ilustre Cofradía de la Santa Cruz del Redentor y de la Purísima Concepción de la Virgen, Su Madre (conocida popularmente como "La Santa Vera Cruz") de Salamanca (España) es una cofradía religiosa fundada el 3 de mayo de 1506 en el convento de San Francisco de la misma ciudad.
Históricamente ha sido la piedra angular de la Semana Santa salmantina gracias a las provisiones que Felipe II dirigió al corregidor y al obispo salmantinos, mandando que no permitiesen procesiones de disciplina que no fuese la organizada por la Cofradía de la Cruz, ante los intentos de realizar procesiones de disciplinantes con estudiantes del convento de San Esteban, en 1573 o 1574, y el convento de San Agustín que pretendió organizar otra en 1576.
A lo largo de su historia la Cofradía de la Vera Cruz ha sido el germen para el surgimiento de tres hermandades independientes: La Congregación de Jesús Nazareno nació de entre los devotos de la imagen del Nazareno Chico de la Vera Cruz. La Hermandad de Jesús Flagelado surgió al independizarse la sección de la Flagelación de la Vera Cruz, en 1948. La Cofradía de la Oración en el Huerto nació como filial de la Vera Cruz en 1952, de la que se fue independizando posteriormente.

## Emblema
Consiste en una Cruz roja con sudario blanco sobre dos peldaños, rojos también. Asienta todo sobre un pie en el que aparecen las letras A M, Ave María, en alusión a la Virgen, cotitular de la cofradía junto con la Santa Cruz, otra versión, menos probable, es que sean una derivación de la Alfa (A) y Omega (Ω) griegas. Todo el conjunto destaca sobre fondo azul, color tradicionalmente asociado a la Inmaculada.

## Historia

### Orígenes, Fundación y Periodo Barroco
En 1240, al amparo de la Orden Franciscana, se constituyó en Salamanca una congregación denominada Hermanos de la Penitencia de Cristo que fundaron una ermita dedicada a la Santa Cruz en el Campo de San Francisco y un hospital para atender a enfermos pobres.
Al iniciarse el siglo XVI esta agrupación se constituyó en cofradía, dotándose de reglamento propio y fundándose el 3 de mayo de 1506 la Cofradía de la Santa Cruz, que llega hasta nuestros días. La cofradía sería continuadora del primitivo grupo de Hermanos de Penitencia, como se deduce de los documentos de unión con la Cofradía de la Concepción, de 4 de febrero de 1527, y  del Acta de consagración del Hospital de la Cruz, de 12 de marzo de 1529.
Desde unos años después de su fundación en 1506, la Cofradía de la Cruz regentó el Hospital de la Cruz de los Penitentes para pobres, enfermos y peregrinos. No hay menciones al hospital que pudo depender de los Hermanos de la Penitencia de Cristo en el siglo XIII en las fuentes históricas, por lo que debió desaparecer antes del siglo XVI. Hay constancia documental de que en el momento de constitución en Cofradía, en 1506, carecía de hospital.
En 1527 se fusionó con la Cofradía de la Purísima Concepción, de donde procede su titulación actual. Al acuerdo inicial le siguieron algunas diferencias que hicieron necesaria la firma de una escritura de unión definitiva en 1532.  La fusión con el Hospital y Cofradía de la Concepción llevó a la constitución de un único Hospital: el Hospital de la Cruz, que fue construido en unas casas donadas por Marina de la Cerda en 1508, situadas junto a la ermita de la Cruz. Aunque contaba con un desahogado patrimonio gracias a las donaciones de varios nobles, el Hospital de la Cruz  terminó anexionado al Hospital General de la Santísima Trinidad en 1581, tras la unión hospitalaria promovida por Felipe II.

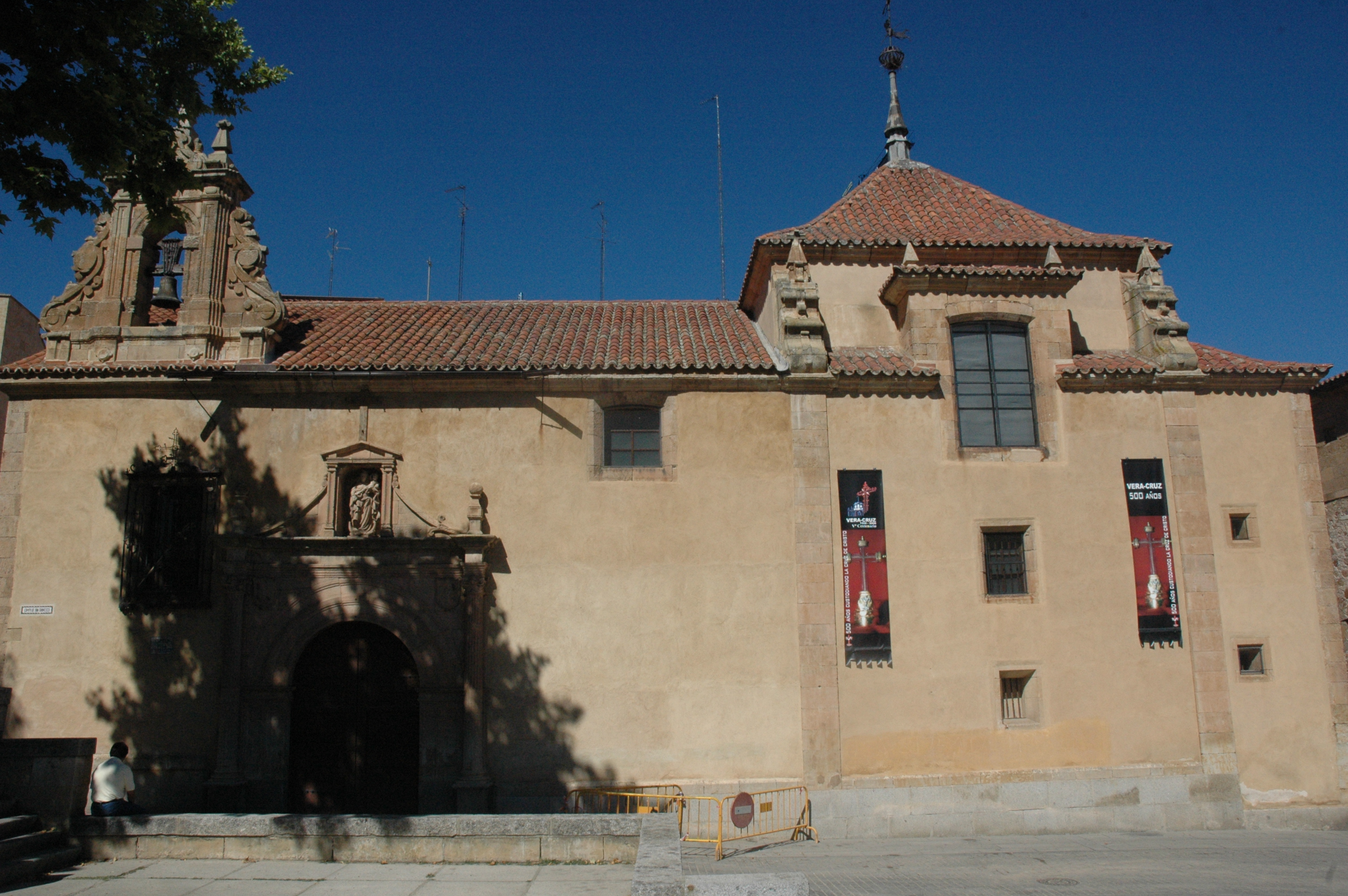
Ermita de la Santa Cruz.

La cofradía creció hasta convertirse en una de las instituciones más poderosas de la Salamanca de los siglos XVI, XVII y XVIII. Sustituyendo a la ermita románica levantada por los Hermanos de la Penitencia de Cristo, se edificó en 1567 la Capilla de la Vera Cruz, con trazas de Rodrigo Gil de Hontañón, que se enriquecería a lo largo de los siglos con un patrimonio artístico sobresaliente. Es la única de las cofradías salmantinas con iglesia propia.
Obtuvo varias bulas papales y un interesante privilegio real concedido por Felipe II en 1576 y posteriormente confirmado por Felipe III y Felipe V que establecía que la Vera Cruz era la única encargada de organizar las procesiones de Semana Santa en Salamanca, como ocurrió efectivamente hasta 1905.
En 1615 instauró dos actos que siguen vertebrando el Viernes Santo salmantino. El " Acto del Descendimiento", que consiste en el desenclavo de un Cristo articulado, a caballo entre la antigua dramaturgia pasional y la creciente escultura procesional a la que instó el Concilio de Trento, y la Procesión del Santo Entierro, concebida como continuación del anterior. En 1616 celebró por primera vez la procesión de Pascua.
En 1617 instauró una tercera procesión, la Procesión de los Nazarenos, que partía de su capilla a las 4 de la mañana del Viernes Santo. En 1619, debido a lo exigente de la jornada, pues a la procesión de la madrugada se sumaban los Santos Oficios, el Acto del Descendimiento y la Procesión del Santo Entierro, se decidió trasladar esta procesión a la tarde del Miércoles Santo. Se celebró por última vez en 1805.
Durante los siglos XVI y XVIi la Vera Cruz ejerció de forma férrea el privilegio real para organizar los desfiles penitenciales, pero en el siglo XVIII no consiguió impedir que la Congregación de Jesús Nazareno procesionase en Salamanca. Tras varios pleitos de mucha resonancia social la Congregación consiguió desfilar como cofradía independiente, aunque bajo la supervisión de la Vera Cruz.
En 1725 María Estévez, viuda del impresor Lucas Pérez, donó a la Cofradía de la Vera Cruz una imprenta situada en la calle de Serranos de la que salieron multitud de volúmenes que ayudaron a engrandecer la cultura salmantina de la época, con autores de la talla de Diego de Torres Villarroel o Juan del Enzina.

### Los siglosXIXyXX

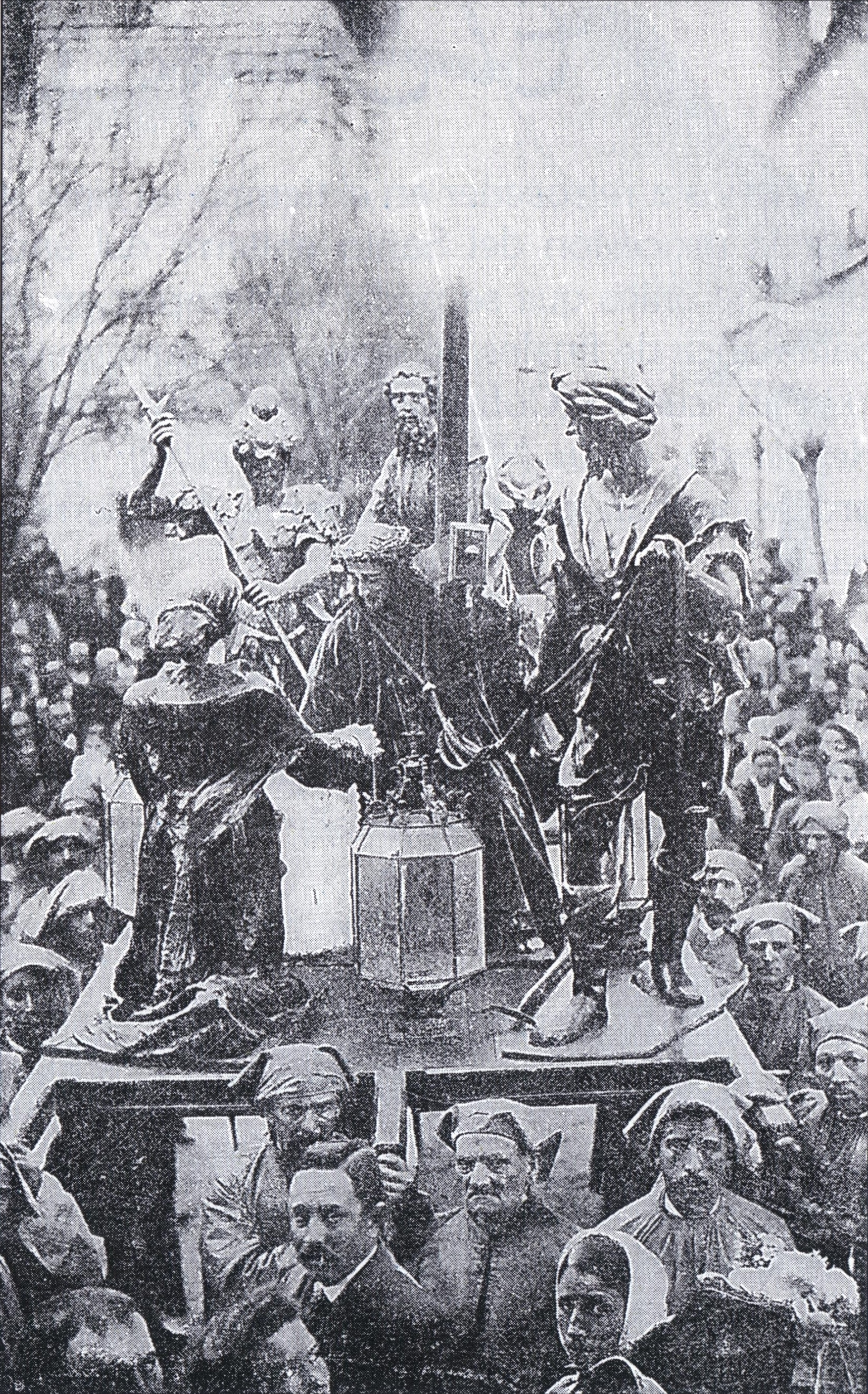
La Caída en 1898, antes de las intervenciones del.

La cofradía perdió gran parte de su patrimonio en la primera mitad del siglo XIX debido a la Guerra de la Independencia (1808 - 1814) y los procesos desamortizadores de los gobiernos liberales. Desde ese momento conservará la capilla y las obras artísticas que han llegado a nuestros días. También en el siglo XIX se incorporaron a los desfiles penitenciales la Congregación de Jesús Rescatado y la Hermandad de la Soledad. La supervisión de la Vera Cruz sobre los desfiles de estas cofradías se mantuvo hasta que la Soledad empezó a desfilar de forma independiente en 1905.
La Vera Cruz conoció una época de esplendor y auge en el último tercio del siglo XIX y primero del XX, con acentuada devoción hacia la imagen de la Dolorosa de Felipe del Corral, pero pasada la Guerra Civil se sumió en una profunda crisis económica y de número de hermanos, de la que comenzó a salir lentamente a partir de 1985, transformándose en una cofradía joven y dinámica, que presta atención a su patrimonio y larga historia.
A mediados del siglo XX se crearon de forma independiente las cofradías de Jesús Flagelado (1948) y de la Oración en el Huerto (1952) con germen en la Cofradía de la Vera Cruz, de la que anteriormente habían sido secciones o cofradías filiales. En 1952 se hicieron cargo de la custodia el templo propiedad de la cofradía las Esclavas del Santísimo Sacramento y de la Inmaculada, instituto que tiene por carisma la adoración perpetua de la Eucaristía.

### SigloXXI
En 2000 fue erigida como asociación pública de fieles, adecuando su estatus jurídico al Código de Derecho Canónico inspirado en el Concilio Vaticano II. Desde 2001 publica anualmente la revista Lignum Crucis. En 2006 la cofradía celebró su V centenario. Destacaron como actividades culturales la exposición "Lignum Crucis", que mostró las mejores piezas del patrimonio documental y artístico de la cofradía, y el congreso "La Cruz, manifestación de un misterio", organizado conjuntamente con la Universidad Pontificia de Salamanca. El 23 de diciembre de ese mismo año, el Ayuntamiento de Salamanca le concedió la Medalla de Oro de la ciudad.
En 2011 se presentó un nuevo proyecto de estatutos. Su rechazo por la asamblea de la cofradía al provocó la dimisión de la Junta de Gobierno. Tras dos convocatorias de elecciones fallidas el obispado designó al capellán de la hermandad, Pedro López (SDB), comisario de la cofradía hasta que se aprobasen unos nuevos estatutos y se eligiese nuevo presidente. El 24 de junio de 2012 se aprobaron los nuevos estatutos y el reglamento de la cofradía y en noviembre del mismo año se celebraron elecciones, volviendo a la normalidad.
Al celebrarse en 2015 el IV centenario de la institución del acto del Descendimiento y la procesión del Santo Entierro, y en 2016 el de la procesión del Encuentro, la Cofradía programó entre estas fechas una serie de actos entre los que se incluyen la exposición del grupo completo del Descendimiento en la capilla entre los meses de febrero y marzo de 2015, la celebración de un certamen para elegir una marcha musical para la procesión del Entierro, la estación del paso del Santo Sepulcro en la capilla de San Jerónimo de la Universidad la tarde del Viernes Santo tal y como se hacía históricamente, una serie de conferencias y el proyecto de restauración de las Marías del paso del Sepulcro del Domingo de Resurrección y las pinturas de las banderas del siglo XVII con los planetas.
En enero de 2018 la comunidad de religiosas Esclavas del Santísimo y la Inmaculada, que atendían la capilla desde 1952, abandonó Salamanca debido a una reestructuración del instituto que les llevó a cerrar varios conventos en España, concretamente los de Salamanca y Burriana (Castellón). A partir de ese momento volvió a ser la cofradía la encargada de atender el culto y el edificio. En octubre de 2019 la cofradía firmó un convenio de colaboración en el Ayuntamiento de Salamanca en virtud del cual se estableció un horario permanente de apertura semanal permitiendo a salmantinos y turistas conocer el rico patrimonio que atesora en su interior sin coste alguno para el visitante. De este modo la cofradía se sumó al creciente número de instituciones religiosas que participan activamente en la oferta turística de Salamanca.
En diciembre de 2021 se presentó el programa de actos religiosos y culturales conmemorativos del IV centenario de la llegada de la imagen de la Inmaculada de Gregorio Fernández a la capilla, el 8 de diciembre de 1622. Se iniciaron con el pregón del 400 aniversario a cargo del Cardenal Carlos Amigo Vallejo, el 3 de diciembre de 2021, y comprenden una serie de exposiciones fotográficas y escultóricas, conciertos y espectáculos tanto en la capilla como en el exterior y la celebración del Congreso Internacional de Cofradías de la Santa Vera Cruz en primavera de 2022. Como acto procesional sobresale la procesión extraordinaria prevista para el 1 de mayo de 2022 con los pasos de Santa Elena, el Lignum Crucis y la Inmaculada Concepción de Gregorio Fernández. En 2025 se volvió a autorizar la entrada del Sepulcro en la capilla universitaria, no tratándose de la celebración de ninguna efeméride, sino de un intento de recuperar la tradición iniciada en 1617.

## Patrimonio histórico artístico

### Patrimonio inmueble

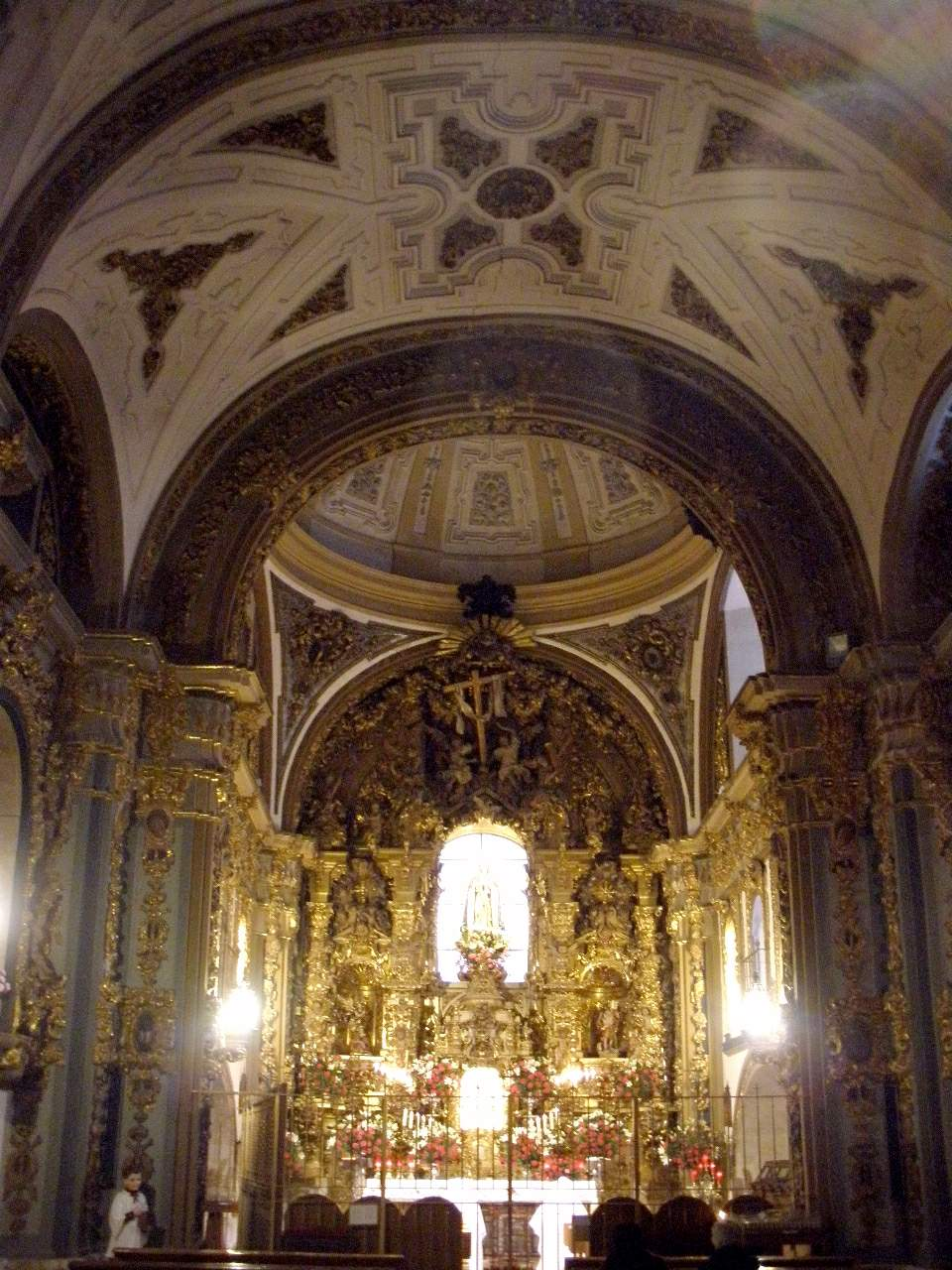
Interior de la Capilla de la Vera Cruz.

La ermita o capilla de la Vera Cruz es un robusto templo barroco levantado por Joaquín Benito de Churriguera entre 1713 y 1714 sobre la antigua fábrica original renacentista de la que se conserva la portada con traza original de Rodrigo Gil de Hontañón, cuya hornacina alberga una hermosa talla en piedra de Villamayor de la Inmaculada, obra de Sebastián Dávila de 1571.
El interior se caracteriza por la profusa decoración barroca, que culmina en el retablo mayor obra de Joaquín Churriguera con imagen de la Inmaculada Concepción de Gregorio Fernández. Adyacente a la planta de la iglesia se sitúan la Capilla de los Dolores, con interesante camarín barroco al exterior, y la Sala de Pasos. Las dependencias de la antigua casa del capellán, propiedad también de la Cofradía, fueron utilizadas por las Esclavas del Santísimo Sacramento y de la Inmaculada como convento desde 1952. La marcha de las religiosas, en enero de 2018, supuso el cierre al culto diario del templo, reduciéndose a las celebraciones de la cofradía. Fruto del convenio de colaboración firmado entre el Ayuntamiento de Salamanca, a través de la Sociedad de Turismo, y la cofradía, en octubre de 2019 se recuperó la apertura del templo al turismo y culto durante los fines de semana.
El edificio fue declarado BIC con categoría de Monumento el 25 de marzo de 1983, publicándose dicha declaración en el BOE el 27 de mayo del mismo año.

### Patrimonio mueble

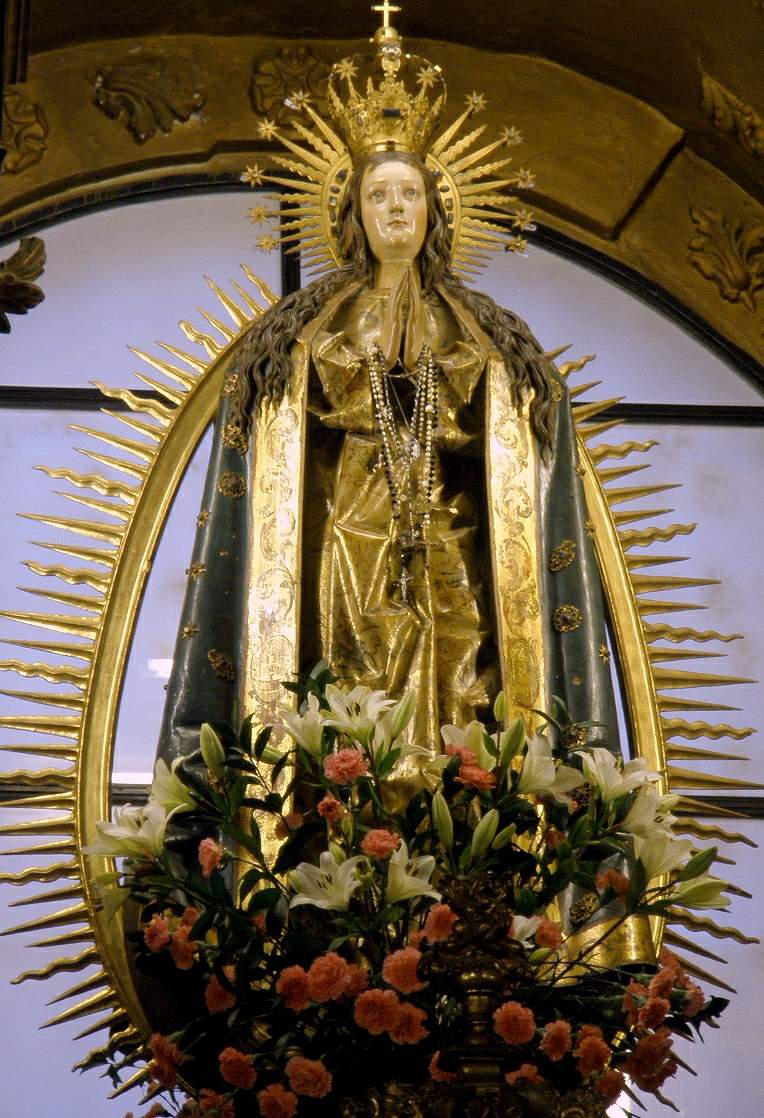
Imagen de la Inmaculada Concepción de Gregorio Fernández.

La Cofradía de la Vera Cruz cuenta con un amplio patrimonio mueble, si bien el más conocido es el constituido por sus pasos procesionales.
Entre las esculturas de carácter no procesional de la cofradía destaca la imagen de la Inmaculada Concepción, obra de Gregorio Fernández, policromada por Antonio González en 1620, que preside el retablo del altar mayor de la capilla. La túnica se encuentra ricamente policromada mostrando entre roleos las figuras alegóricas de la Fe, la Caridad, la Templanza y la Prudencia y las escenas del Sueño de Jacob, el Abrazo ante la Puerta Dorada, la Presentación de la Virgen, la Anunciación y los Desposorios de la Virgen. La talla de Santa Elena es una imagen del siglo XVII atribuida a Pedro Hernández que representa a la madre del emperador Constantino descubridora de la Santa Cruz. Formaba parte de la procesión que antiguamente la cofradía realizaba el 3 de mayo, festividad de la Invención de la Santa Cruz. Destacan también dos pequeñas imágenes barrocas del Arcángel San Miguel y San Juan Bautista. De autor anónimo napolitano, se encontraban en dos retablos bajo el coro y actualmente forman parte del retablo mayor.
La cofradía cuenta con un importante patrimonio pictórico, la mayoría de la obra procede de los siglos XVII y XVIII. Destaca un frontal de altar del siglo XVIII de espejo pintado al óleo y un gran lienzo, colocado en el coro, del Juicio de Jesús -más correctamente "los juicios" religioso y político- con multitud de personajes, históricos y ficticios, que intervienen con la teatralidad propia del barroco mediante cartelas con sus diálogos.
En 2006 se hallaron casualmente en las dependencias del convento el conjunto de pinturas representativas del Sol, la Luna, los planetas y los continentes que figuraban en banderas que eran enarboladas en la procesión de Pascua.
En cuanto a las artes aplicadas se conservan diversas de piezas de gran valor artístico, como el marfil hispano-filipino de La Lanzada que hace las veces de puerta del Sagrario en la Capilla, y enseres litúrgicos de orfebrería como el ostensorio, sacras y cálices.
Hay que destacar y poner en valor en interesante archivo documental que posee la cofradía. Los documentos, en un desigual estado de conservación, son de entre los siglos XVI y XX, abarcando con notable amplitud la trayectoria histórica de la cofradía, y poseedores de muchos datos útiles para la historia local y religiosa de Salamanca. Actualmente se custodia en el Archivo Diocesano de Salamanca.

### Patrimonio musical

#### Música Vocal
- Motete a 4 voces mixtas "O Crux" compuesto por Jorge Valle en 2002.[34]
- "Ave María" compuesto por Antonio Santos García en 2019.[35]

#### Marchas Procesionales
- Vera Cruz, Juan Carlos de la Fuente Santiago, 2006.[34]
- De tu Cruz al Cielo, dedicada a Jesús Resucitado, Rubén García Torres, 2008.[34]
- Lignum Crucis, Julián Martínez, fecha indeterminada.[34]
- La Cruz Divina, Manuel Castrejón, 2015. Primer premio del Concurso de composición de marchas procesionales convocado por la Cofradía con motivo del IV centenario del establecimiento del Acto del Descendimiento y de la Procesión del Santo Entierro.[36]
- Descensus Christi, José Vicente Monedero, 2015. Segundo premio del Concurso de composición de marchas procesionales convocado por la Cofradía en 2015.[36]
- Dolorosa de la Vera Cruz, Carlos de la Fuente, 2015. Tercer premio del Concurso de marchas procesionales convocado en 2015.[36]
- Cristo Nuestro Bien, Pedro Hernández Garriga, 2015.[37]
- Cruz Santa, Marco Paulo Massano Lourenço, 2015.[37]
- Lux, David Palomino Hernández, 2015.[37]
- Marcha de Procesión, Juan Antonio Vila Duplá, 2015.[37]
- Oh Cruz, Madero Precioso, Jaime Jiménez Pérez, 2015.[37]
- Santa Cruz, José Manuel Fernández Pérez, 2015.[37]
- Sudarium, José Ramón Rico Muñoz, 2015.[37]
- Lignum Crucis, Manuel Rico, 2016. Dedicada al 400 Aniversario de la Procesión del Encuentro.[37]
- Redentor, Jorge Hernán, 2016. Dedicada al 400 Aniversario de la Procesión del Encuentro.[37]
- Cofradía Vera Cruz, Marco Paulo Massano Lourenço, 2017.[37]

## Pasos procesionales

### La Flagelación del Salvador, oLos Azotes(vulgo:Culo Colorao)

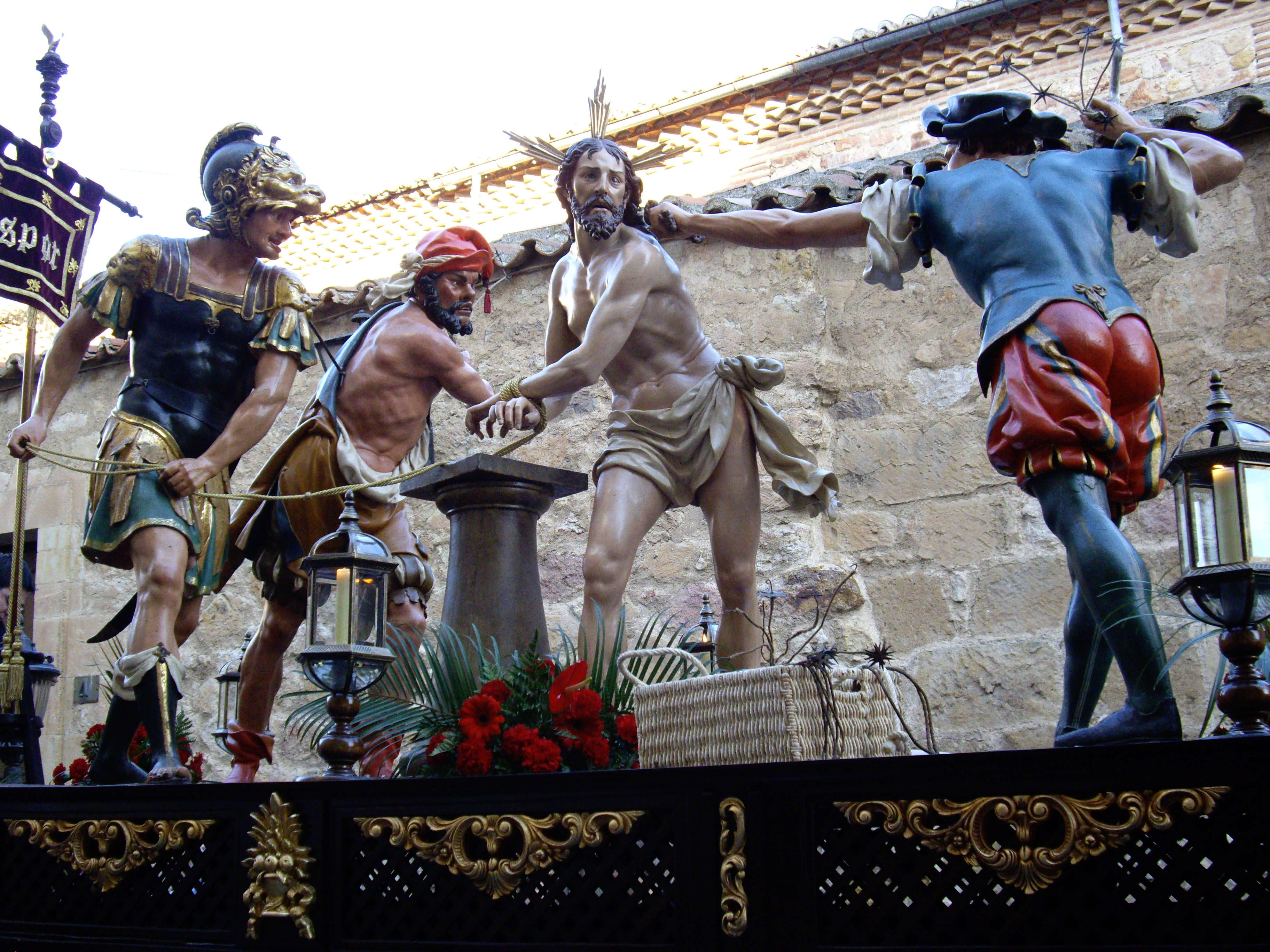
Paso de La Flagelación o "Culo Colorao".

Grupo escultórico de cuatro figuras debido a Alejandro Carnicero en torno a 1724. Representa a Cristo atado a una columna baja y azotado por dos sayones, uno de los cuales le tira del pelo, mientras un soldado romano sujeta la soga que amarra a Cristo a la columna.

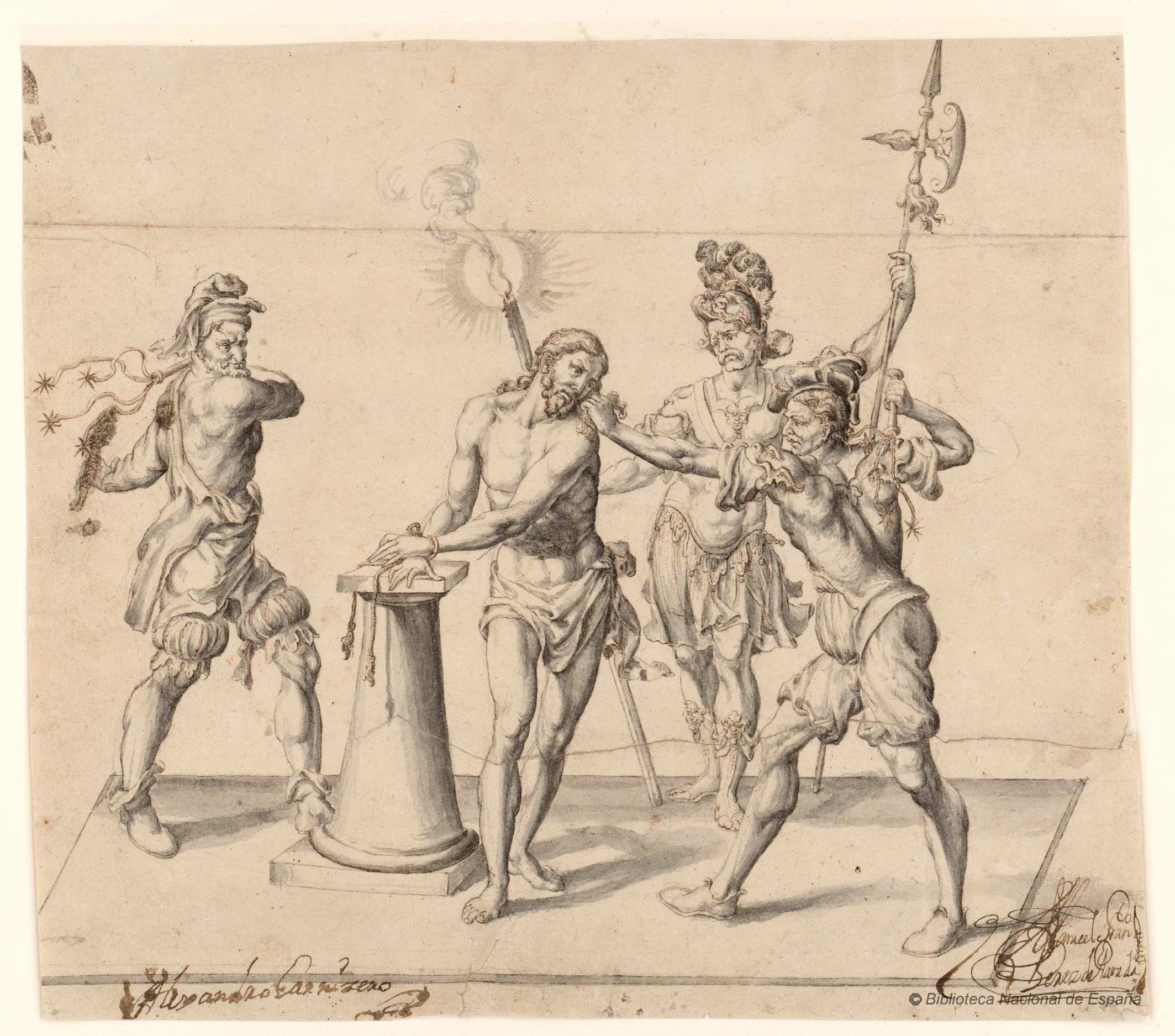
Dibujo preparatorio del paso conservado en la Biblioteca Nacional

En la Biblioteca Nacional se conserva un dibujo preparatorio del paso firmado por el escultor y por el donante del paso, Manuel Francisco de Parada, mayordomo de la cofradía en 1724. El resultado final del grupo escultórico presenta pocas diferencias con el dibujo preparatorio, siendo la principal la disposición del soldado que en el dibujo observa la escena sosteniendo una lanza y una antorcha detrás de Jesús, mientras que en la escultura pasa a estar delante tirando de la cuerda que lo sujeta a la columna. Los grotescos sayones han recibido sobrenombres populares desde antiguo. En 1863 ya se conocía a uno de ellos como el catalán por el gorro que lleva. El más popular es el que propicia el tirón de pelo a Cristo, que vestido con calzón rojo da el nombre de Culo Colorao no solo al sayón, sino a todo el paso. La figura del romano presenta similitudes con algunos medallones de la Plaza Mayor de Salamanca, tallados también por Carnicero. El paso fue sometido a una intensa restauración entre 1997 y 1998.
Desfila en la Procesión del Santo Entierro el Viernes Santo. Tras haber sido portado en tableros con horquillas hasta los años 40 del siglo XX, pasó a salir a ruedas hasta 2007 cuando volvió a ser portado a hombros sobre sencillas andas con carga interior, estrenando en 2015 unas andas de talla barroca en madera.

### Ecce Homo, oLa Caña(vulgo:Boca Ratonera)

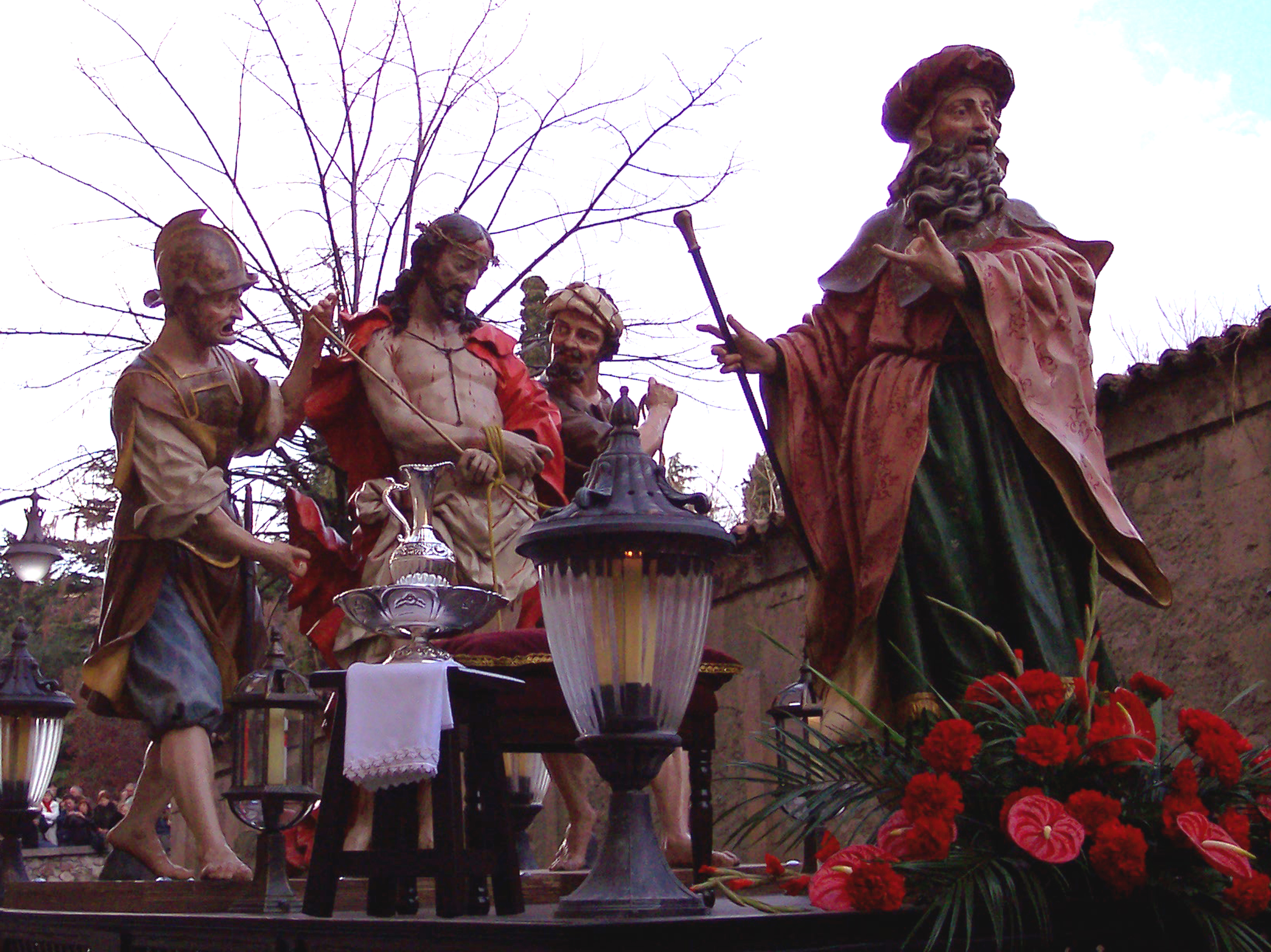
Paso de La Caña o "Boca Ratonera".

Grupo escultórico de cuatro figuras que representa a Cristo flagelado y coronado de espinas, con la caña por cetro y vistiendo manto púrpura, flanqueado por dos sayones mientras Pilatos lo presenta al pueblo. Ha sido tradicionalmente atribuido a Alejandro Carnicero. Sostienen esta atribución los profesores Ceán Bermúdez, Rodríguez G. de Ceballos y Casaseca Casaseca. En cambio lo cuestionan Morales Izquierdo y Albarrán Martín. Jesús Urrea lo atribuye a Juan Alonso de Villabrille y Ron. Por su parte, García Boiza lo atribuye a Pedro Hernández y Antonio de Paz, apareciendo ya en el inventario de la cofradía de 1621.
De acuerdo con la más extendida atribución a Carnicero, la realización del paso se ha fechado en torno a 1740. Destaca la fuerza expresiva de las tallas, si bien la composición es menos movida que la de los Azotes. Pilatos aparece vestido a la manera oriental, cubierto con turbante. El sayón que se sitúa a la derecha de Cristo da al paso el popular sobrenombre de Boca Ratonera al presentar una boca deforme y desdentada. Debido a su mal estado dejó de procesionar en 1997, hasta que en 2006 volvió restaurado a la Semana Santa. Ese año desfiló a hombros en unas andas prestadas por la Seráfica Hermandad.
Forma parte de la Procesión del Santo Entierro. Entre 2006 y 2008 salió portado a hombros, para lo que se realizaron unas sencillas andas propiedad de la cofradía. En 2009 volvió a desfilar sobre ruedas al no haberse consolidado el grupo de carga dentro de la cofradía. Ese mismo año estrenó carroza exornada con cartelas referentes al Reinado de Cristo. En 2015 volvió a salir a hombros, consiguiendo un grupo de carga femenina.

### Jesús con la Cruz a cuestas (vulgo:Nazareno Chico)

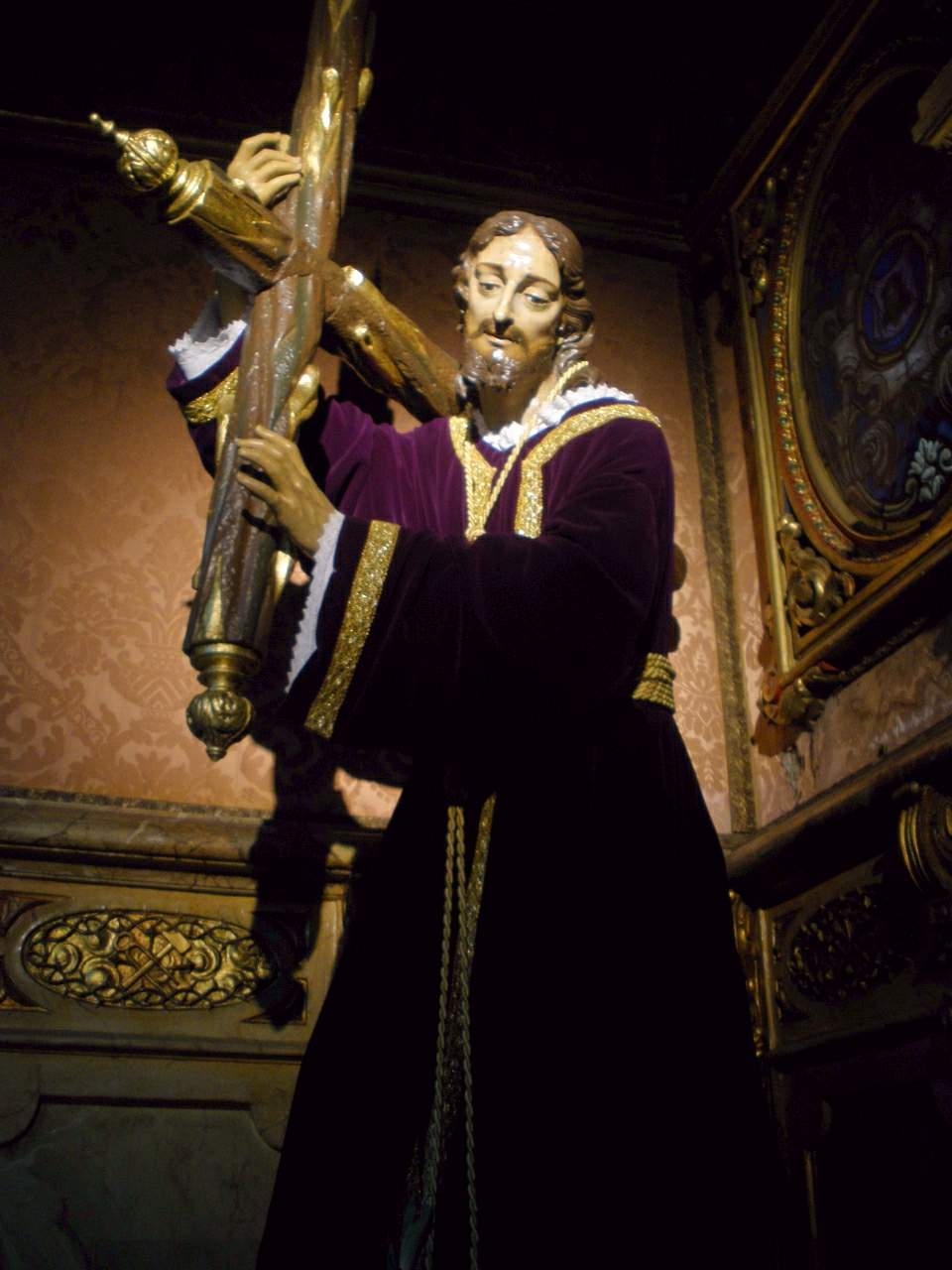
Imagen del Nazareno Chico.

Imagen de vestir representando a Cristo portando la Cruz, bajo la túnica la imagen es de talla completa.
Se desconoce el autor de la imagen y fecha de ejecución. Se cree que pudo realizarse a principios del siglo XVIII. La similitud del rostro de la imagen con el del Cristo de la Caña, y la constancia documental de que Alejandro Carnicero realizó “otros pasos” para la cofradía, sin especificar cuáles son, hacen que pueda pensarse que la talla es obra de dicho escultor. Estos mismos argumentos sirven de apoyo a la tesis de Jesús Urrea, que lo atribuye a Juan Alonso de Villabrille y Ron. Viste túnica sin ceñir a la cintura, confeccionada en terciopelo morado y bordada en oro por las Madres Esclavas del Santísimo Sacramento en 1998. La imagen fue restaurada en 2005.
Desfila en la tarde del Viernes Santo sobre andas de carga interior talladas en por Graciliano Montero en 1988. La imagen es portada por turno de carga femenino desde 1985. Fue el primer paso portado en España íntegramente por mujeres, junto con el de la Coronación de espinas que la Hermandad del Cristo del Amor y de la Paz sacó ese mismo año en el Santo Entierro.

### La Caída

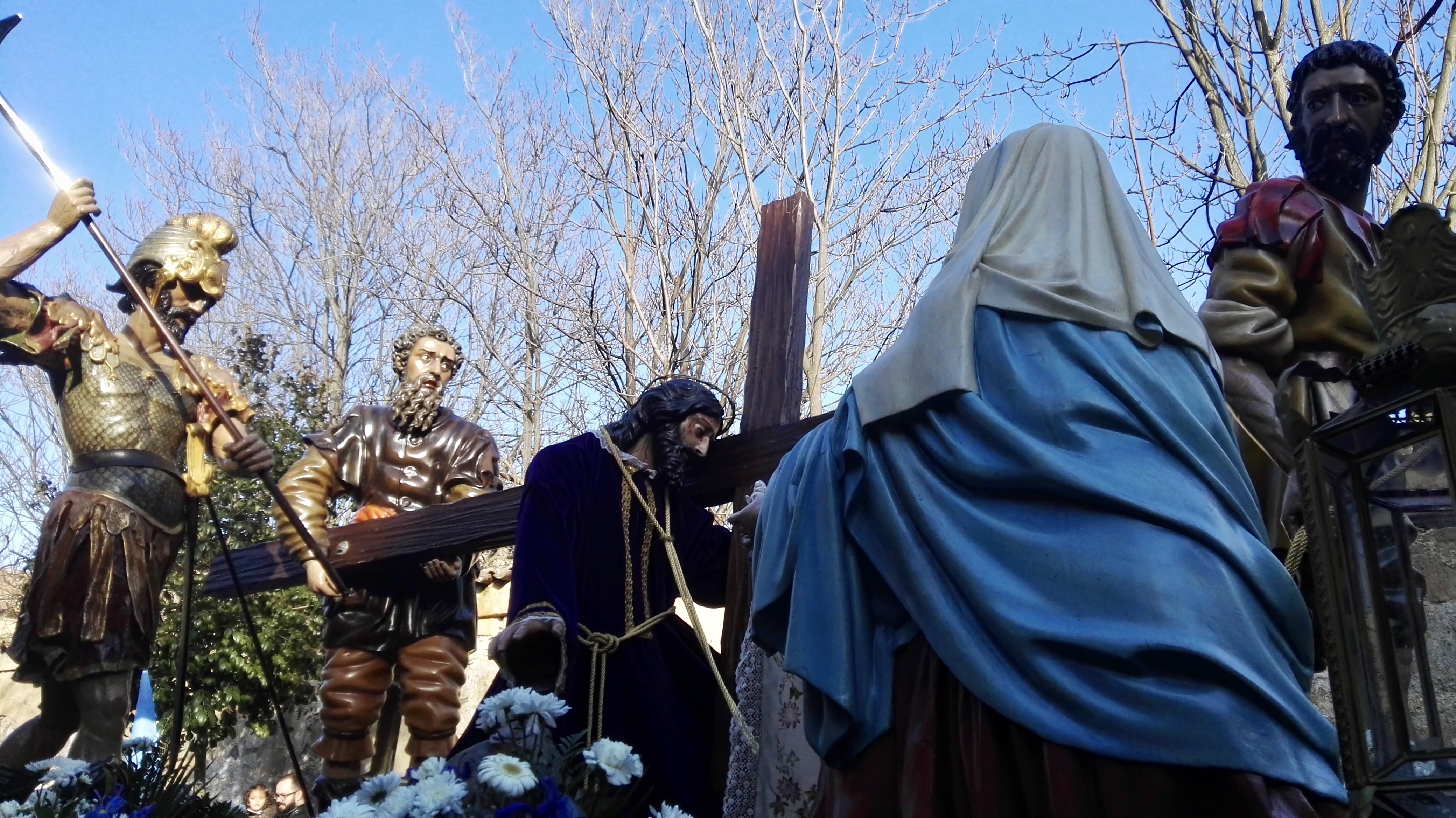
Paso de La Caída en la actualidad.

Paso de cinco imágenes presentando a Cristo caído con la cruz ayudado por Simón de Cirene, la Verónica arrodillada que acaba de secarle el rostro, un sayón tirando de la soga que lleva Cristo al cuello y un soldado con lanza en ademán de amenazar a Cristo para que se levante. El grupo actual es obra de Francisco González Macías en 1947.
La primera referencia escrita a este paso data de 1679 indicando que constaba de las imágenes de Cristo, el Cirineo, la Verónica y un sayón. Hay constancia de una restauración llevada a cabo por Pedro Micó en 1864, con la inclusión de una figura nueva, que correspondería a la del soldado romano, y el cambio de la postura de la Verónica que pasó a aparecer de rodillas. Más que de una restauración se trataría de una reforma del paso. Un año después, en 1865, el paso fue nuevamente reformado por Basilio Girolani y Leopoldo Rovelo. Se volvió a reformar el paso por completo en 1913, está vez a cargo de Anacleto Segura. En 1947 Francisco González Macías realizó la última reforma del grupo escultórico, lo recompuso manteniendo del anterior las manos del Cristo, la cara y manos de la Verónica e igual con las imágenes de los judíos. Los documentos conservados en el archivo de la cofradía relativos a esta intervención no hacen referencia a la imagen del soldado romano, que comparando las fotografías que se conservan de 1898 y 1945 no parece haber sufrido alteración en su composición, dando a entender que es obra de Basilio Girolani en 1865 o de Pedro Micó en 1864. La imagen de Cristo es talla de vestir. La Verónica, el sayón y el Cirineo presentan en sus ropajes los pesados pliegues característicos de las obras de González Macías. En 2024 estrenó paño de la Verónica con pintura de José Ángel Nava.
Procesiona en el Santo Entierro el Viernes Santo sobre carroza de ruedas estrenada en 2008. Ese mismo año se inició un proceso de restauración desfilando restauradas en 2009 las tallas de Cristo y el Cirineo, restaurándose las tres imágenes restantes en 2011. Todo el proceso fue realizado por la restauradora Isabel Pantaleón.

### Stmo. Cristo de los Doctrinos

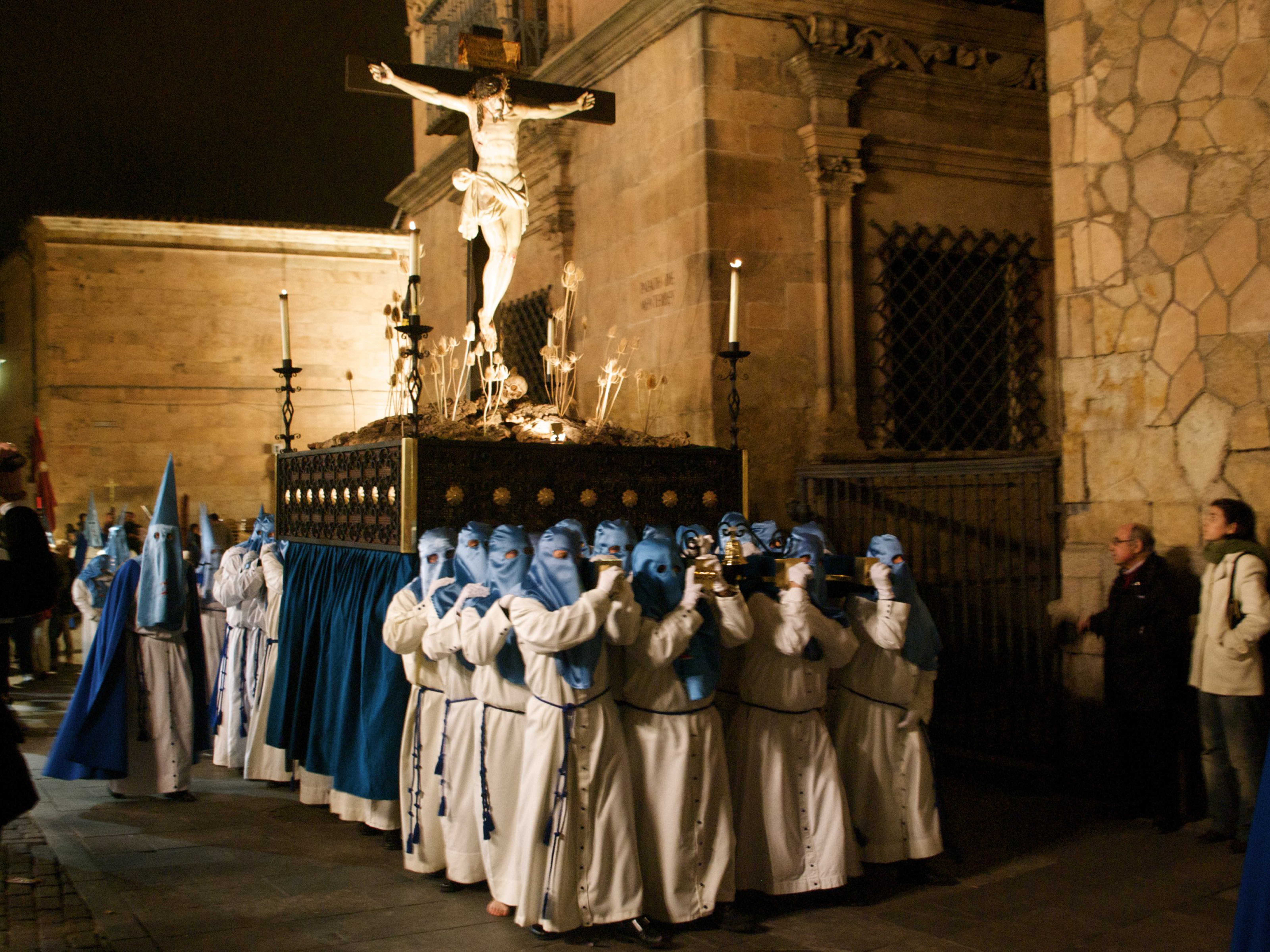
Paso del Cristo de los Doctrinos.

Crucificado anónimo de finales del siglo XVII o principios del XVIII, atribuido al círculo de Bernardo Pérez de Robles. Representa a Cristo muerto sujeto a la cruz por tres clavos, con la cabeza ladeada hacia el lado derecho, los brazos en posición horizontal y el cuerpo libre de tensión. El paño de pureza aparece enrollado y se cruza en aspa en la parte delantera, dejando al descubierto las caderas, característica que comparte con el Cristo de la Hermandad del Amor y de la Paz.
La titulación de Cristo de los Doctrinos se debe a que la imagen procede del Colegio de Niños de la Doctrina, pasando a la Cofradía de la Vera Cruz a partir de 1779, año en que se suprimió dicho colegio.
Hay constancia de la restauración de la imagen en tres ocasiones, la primera en 1864 a cargo de Pedro Micó, posteriormente por Gerardo Sánchez Cruz en 1985, para reincorporar la imagen a la Procesión del Santo Entierro y comenzar a desfilar también el Lunes Santo y finalmente en 1995 por Graciliano Montero. En septiembre de 2008 se sustituyó la cartela de INRI, añadiendo la titulación completa en latín, griego y hebreo.
Desfila el Lunes Santo en un paso sobriamente adornado con cardos, mostrándose a los pies de la cruz la calavera de Adán. Tras muchos años desfilando sobre un paso de forja metálica, que anteriormente perteneció a la Cofradía del Cristo Yacente de la Misericordia, en 2010 estrenó carroza tallada cuyo autor, Ángel Martín, donó a la cofradía.
El Viernes Santo forma parte del paso del Calvario.

### Ntra. Sra. de la Amargura

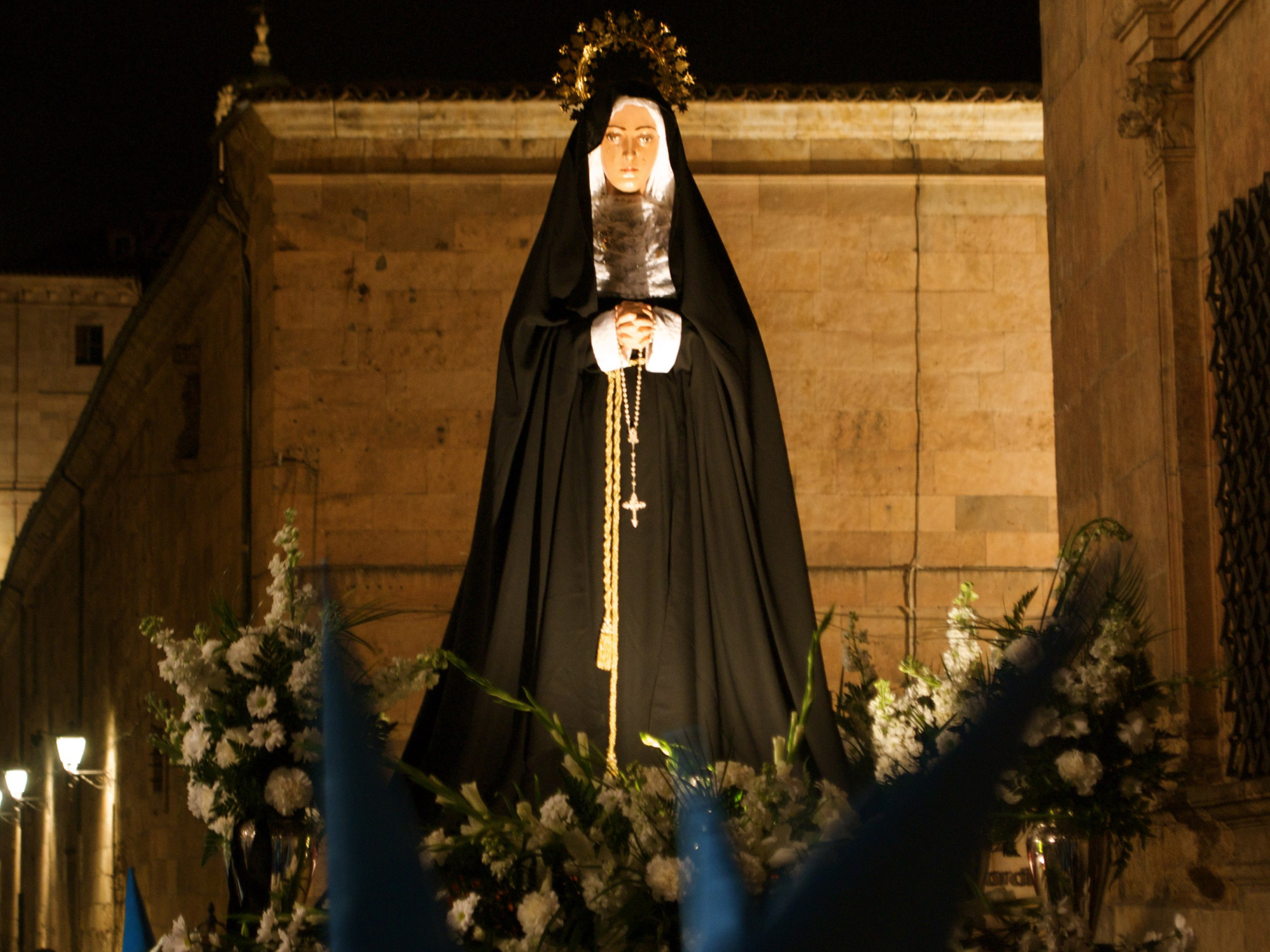
Virgen de la Amargura.

Imagen de vestir del siglo XVII. Se realizó para el Acto del Descendimiento a partir de 1615, atribuyéndose a Pedro Hernández y Antonio Díez. La imagen representa a María con la mirada baja y las manos entrecruzadas. Antiguamente era venerada en la cofradía bajo la advocación de Virgen de la Soledad. Según todos los indicios esta imagen era la que salía en tablero acompañada por San Juan en las procesiones del Jueves y Viernes Santo.
Hace unos años se sometió la talla a una restauración profunda, eliminando la policromia antigua, y repintandola llegando a perfilar las cejas y labios. Modificando esa impronta de antaño a una imagen repintada
Desde 1991 participa en la estación de penitencia que realiza la cofradía el Lunes Santo. Inspirándose en la talla de la Inmaculada que posee la cofradía, la  imagen desfila elevada sobre una peana que representa el orbe terrestre y una nube, realizadas por Víctor de los Dolores, y alumbrada por cuatro candelabros que representan las cuatro palabras de María en los evangelios: la Anunciación, la Visitación, el Niño perdido en el templo y las bodas de Caná. Viste saya negra bordada en la que aparece el árbol de Jesé junto al que se representan diferentes hitos del Antiguo Testamento como el pecado original, el diluvio universal, las tablas de la ley, el arca de la alianza, los reyes y profetas, la flor de nardo de José y el cordero de Juan el Bautista. Sobre el conjunto aparece la estrella que simboliza a María. En una segunda fase se realizará el manto, cuyo motivo central será la Cruz, y que irá orlado por medallones con alegorías marianas pintadas por José Ángel Nava. También inspirado en la Inmaculada, se tallará un resplandor que enmarque toda la imagen.Es portada por turno de carga femenino sobre andas con carga exterior estrenadas en 2010.
Desfila también el Viernes Santo formando parte del paso de "El Calvario" en la Procesión del Santo Entierro, vistiendo en esta ocasión saya y mantos negros bordados en oro y luciendo puñal de dolor en el pecho.

### El Calvario

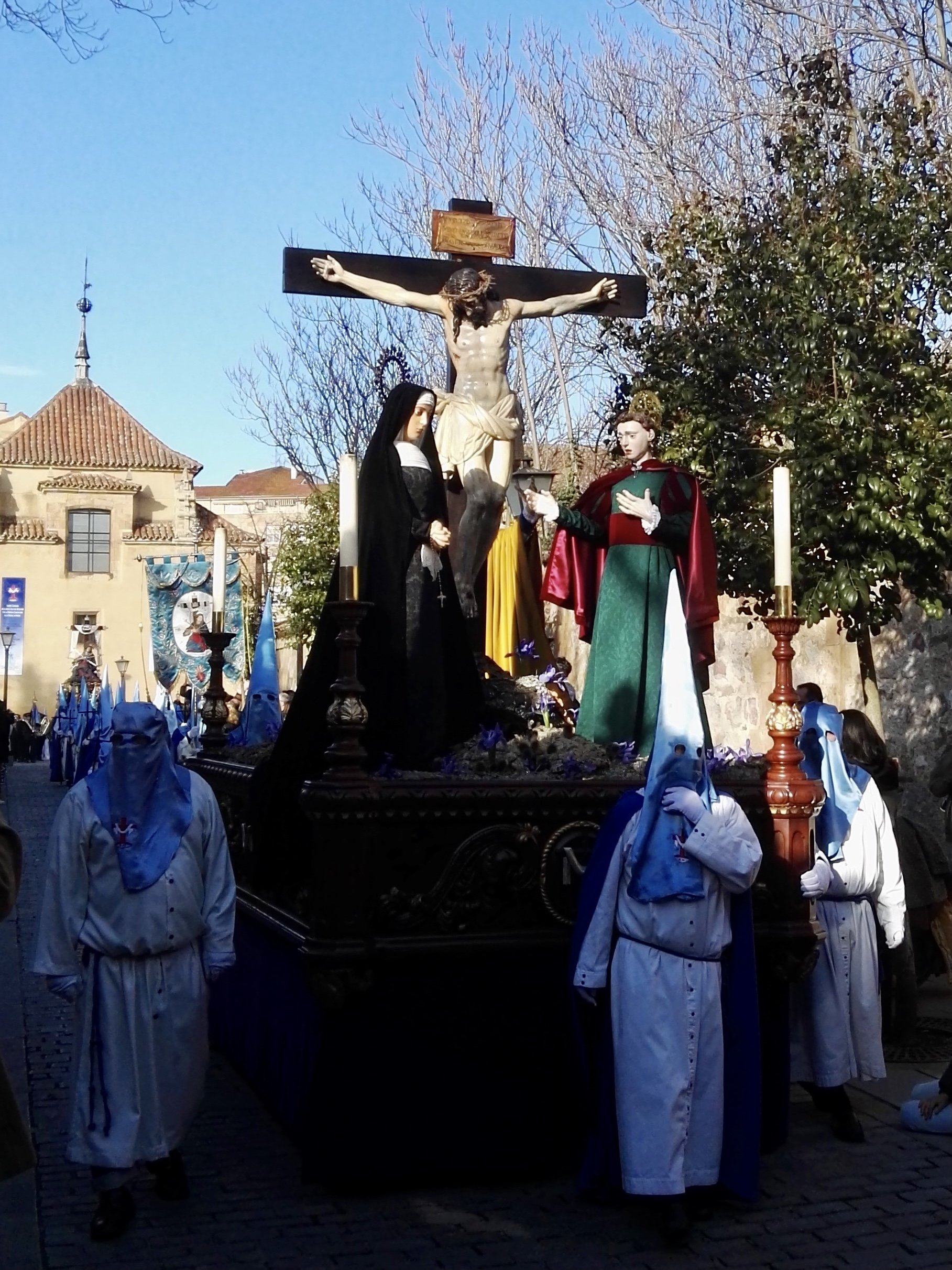
Paso de El Calvario.

Paso que toma parte en la Procesión del Santo Entierro, representando al Cristo muerto en la Cruz acompañado por la Virgen, San Juan y María Magdalena.
La imagen de Cristo es la ya comentada del Cristo de los Doctrinos. La imagen mariana es la también mencionada de la Virgen de la Amargura, que en esta ocasión viste manto y saya bordados en oro con embocadura rematada en pasamanería y cristal y lleva puñal de dolor de plata en el pecho. Las imágenes de San Juan y la Magdalena proceden también del antiguo grupo del Descendimiento, siendo obras de vestir atribuidas a Pedro Hernández y Antonio Díez. La imagen de San Juan está labrada en una sola pieza maciza de madera solo desbastada. Las manos son algo desproporcionadas y los pies están levemente trabajados, centrándose las labores de talla en la cabeza. Viste túnica verde y mantolín granate bordado en oro. María Magdalena aparece arrodillada en actitud suplicante, destacando su cabellera natural. Dispone de varios juegos vestidos, velos y capas en su ajuar.
Desfila la tarde del Viernes Santo en la Procesión del Santo Entierro sobre la misma carroza que porta al Cristo de los Doctrinos el Lunes Santo, adaptada en esta ocasión para desfilar sobre ruedas.

### Grupo del Descendimiento

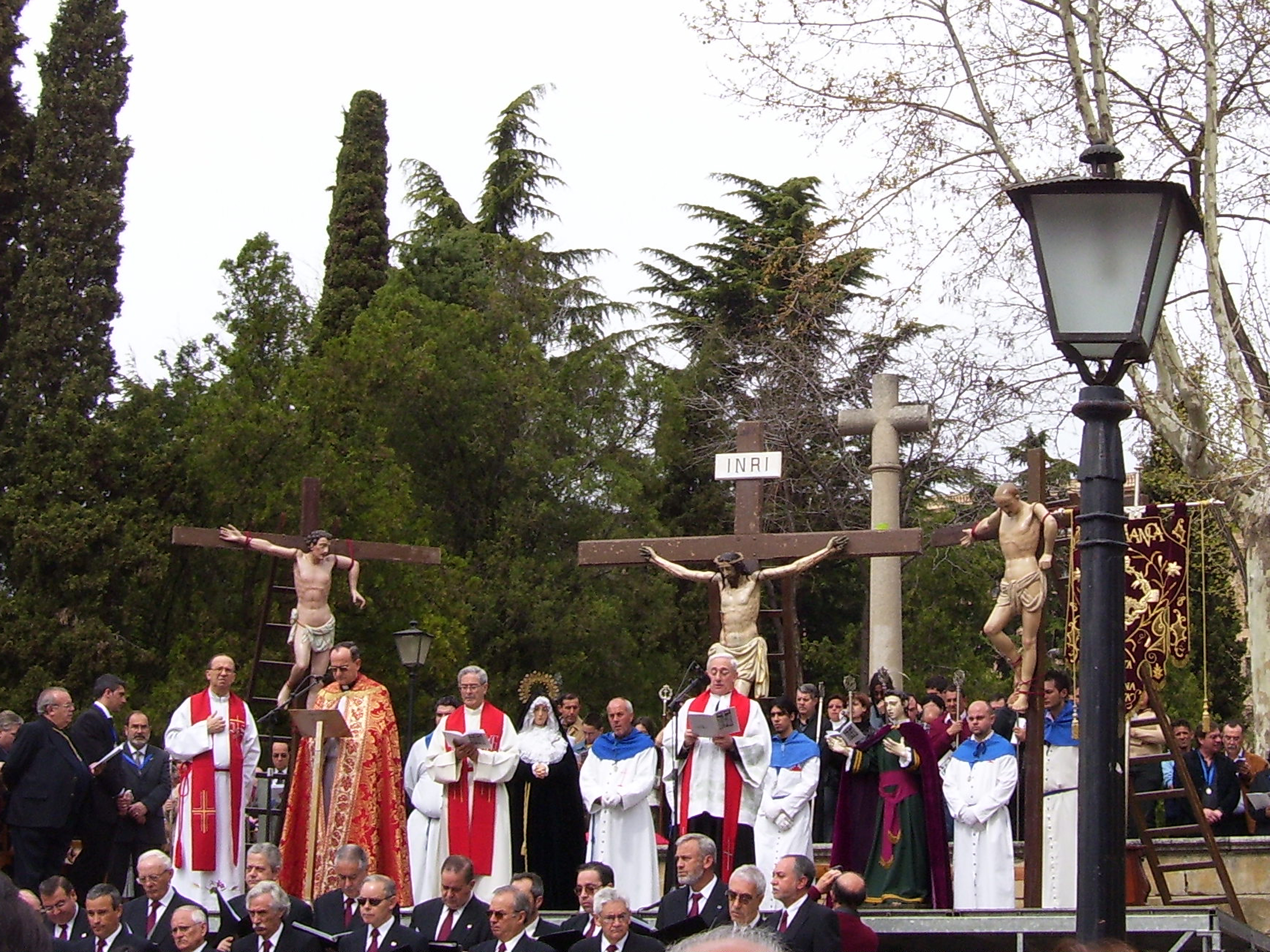
Acto del Descendimiento.

El grupo escultórico empleado para la celebración del Acto del Descendimiento data de 1615, primer año en que se celebró. Está compuesto por las imágenes de Cristo y los dos ladrones, la Virgen y San Juan.
La imagen de Cristo Nuestro Bien, es obra del escultor Pedro Hernández en 1615. Destaca la sencillez de sus formas. El paño de pureza es amplio y presenta sencillos pliegues. Representa a Cristo muerto en la cruz con los ojos y la boca entreabiertos. Los dos ladrones son obra de Antonio de Paz en el mismo año, remarcando en sus rostros la dulzura de Dimas y la maldad de Gestas, el mal ladrón. Sus paños de pureza están policromados y son más bastos que el de Cristo. Las tres imágenes presentan los brazos articulados. Se restauraron en 2006 coincidiendo con la celebración del V centenario de la cofradía.
Las imágenes de la Virgen María y San Juan Apóstol son de autor anónimo, si bien se han atribuido al citado Pedro Hernández, siendo las ya comentadas en el paso del Calvario.
El Acto del Descendimiento se celebra el Viernes Santo a mediodía en el Campo de San Francisco, junto a la Capilla de la Vera Cruz.

### Virgen de los Dolores

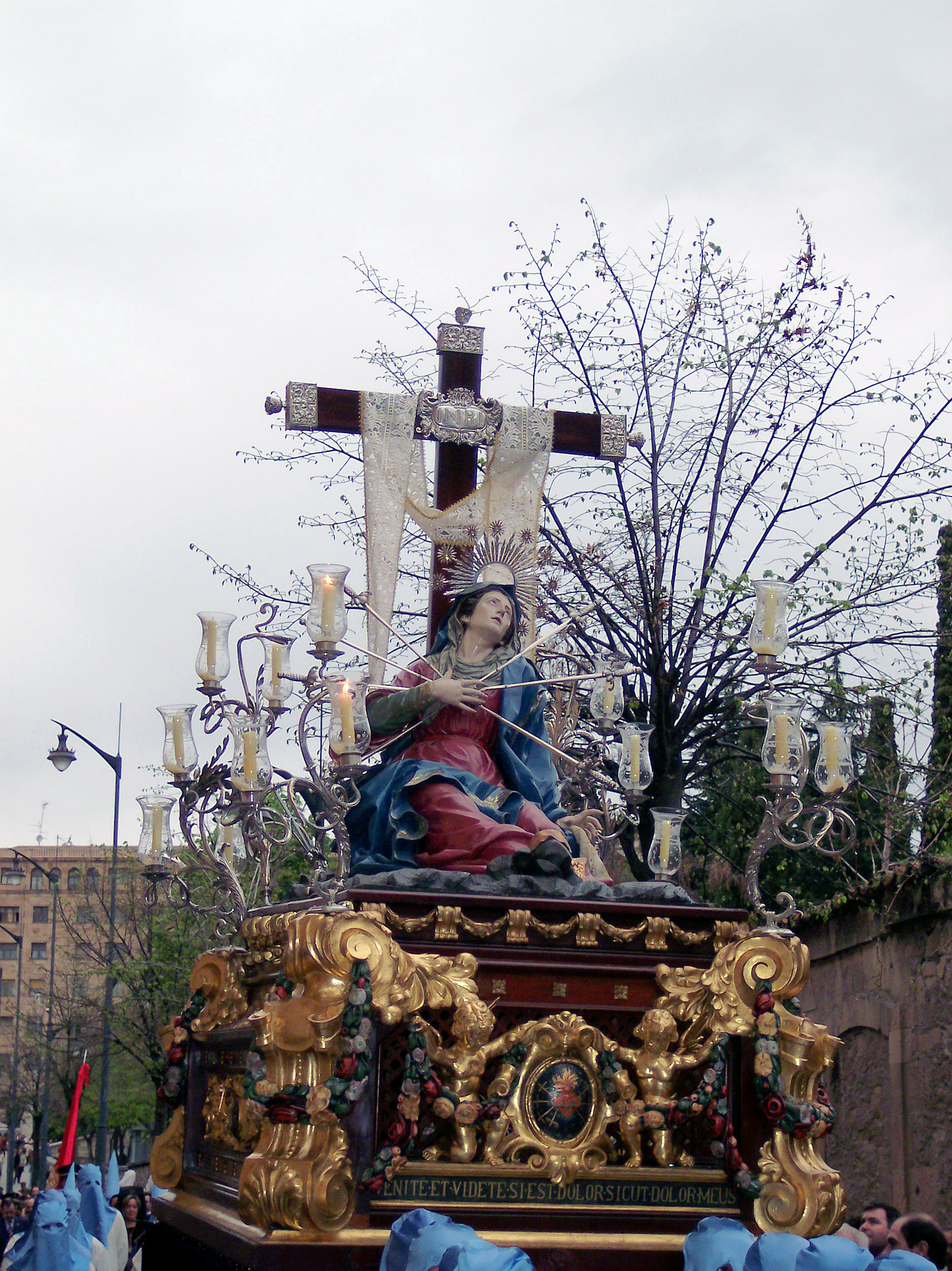
Dolorosa de la Vera Cruz.

Obra del escultor valenciano Felipe del Corral anterior a 1718, año en que se reforma la Capilla de Insignias de la Ermita de la Vera Cruz para albergar la imagen, que había sido tallada en Madrid. Se inspira en la Virgen de las Angustias de Juan de Juni, de la que el autor debió tener conocimiento bien mediante un viaje a Valladolid o bien a través de un grabado de Juan de Roelas. Representa a la María vencida a los pies de la cruz, buscando consuelo en el cielo con su mirada y llevándose la mano derecha al pecho en el que están clavadas siete espadas en alusión a los Dolores de la Virgen. Sigue el modelo de la obra citada de Juan de Juni, pero dándole un toque más delicado y femenino, acorde con la estética del barroco dieciochesco.
Según la leyenda la imagen se llevó a Salamanca en procesión desde Madrid, haciendo parada en cada pueblo del camino para esperar a que la capilla que se le estaba preparando estuviese concluida. Se tiene conocimiento de que, por orden de un Obispo de la ciudad, se cortó una pierna de la Dolorosa que mostraba el pie descalzo, por considerarse impúdico para una imagen mariana. De hecho la talla presenta diferencias de textura y policromía en las partes de la túnica que cubren los dos pies.
Fue restaurada en el año 2000, estudiándose entonces la conveniencia de eliminar las espadas del pecho de la imagen, decantándose por su permanencia. Así el Viernes Santo de 2000 la imagen desfiló sin las tradicionales espadas, que fueron colocadas posteriormente con un nuevo anclaje que cambió su disposición tradicional con el asesoramiento y proyecto de colocación del Instituto Nacional de Técnica Aeroespacial, tras la pertinente aprobación de la Comisión Provincial de Patrimonio de Salamanca.
Históricamente es una de las imágenes de mayor devoción en Salamanca. Además de tomar parte el Viernes Santo en la Procesión del Santo Entierro, en 1909 comenzó a desfilar en solitario el Viernes de Dolores, hasta el año 1969. La decadencia que sufrió la Semana Santa salmantina y el traslado de la festividad de los Dolores de Ntra. Señora a septiembre hizo que el desfile desapareciera. En 2004, coincidiendo con el 250 aniversario de la incorporación de la imagen a los desfiles charros se recuperó la procesión del Viernes de Dolores en forma de Vía Matris popular que sirve para finalizar la novena en honor de la Dolorosa.
En 1916 Unamuno la describió de la siguiente manera tras contemplar su procesión:

"En esta ciudad de Salamanca hay una de esas imágenes de nuestra castiza talla policromada en madera, obra del escultor Corral, que es una maravilla de expresión y españolidad. Hace nueve días, el viernes de Dolores, la vi otra vez, según pasaba aquí, bajo mi balcón, llevada en hombros de devotos, mirando al negro cielo de la noche con ojos lacrimosos. La expresión de dolor, eternizada en ella por el arte, era algo sereno, noble, reconfortante. Me pareció ver a mi patria."
Miguel de Unamuno.

La imagen desfila sobre una carroza tallada en madera con angelotes y cartelas con el emblema de la Dolorosa y atributos de la Pasión, alumbrada por candelabros de guardabrisa en plata, donación de Gonzala Santana, camarera de la Virgen, en 1926.

### Santo Sepulcro

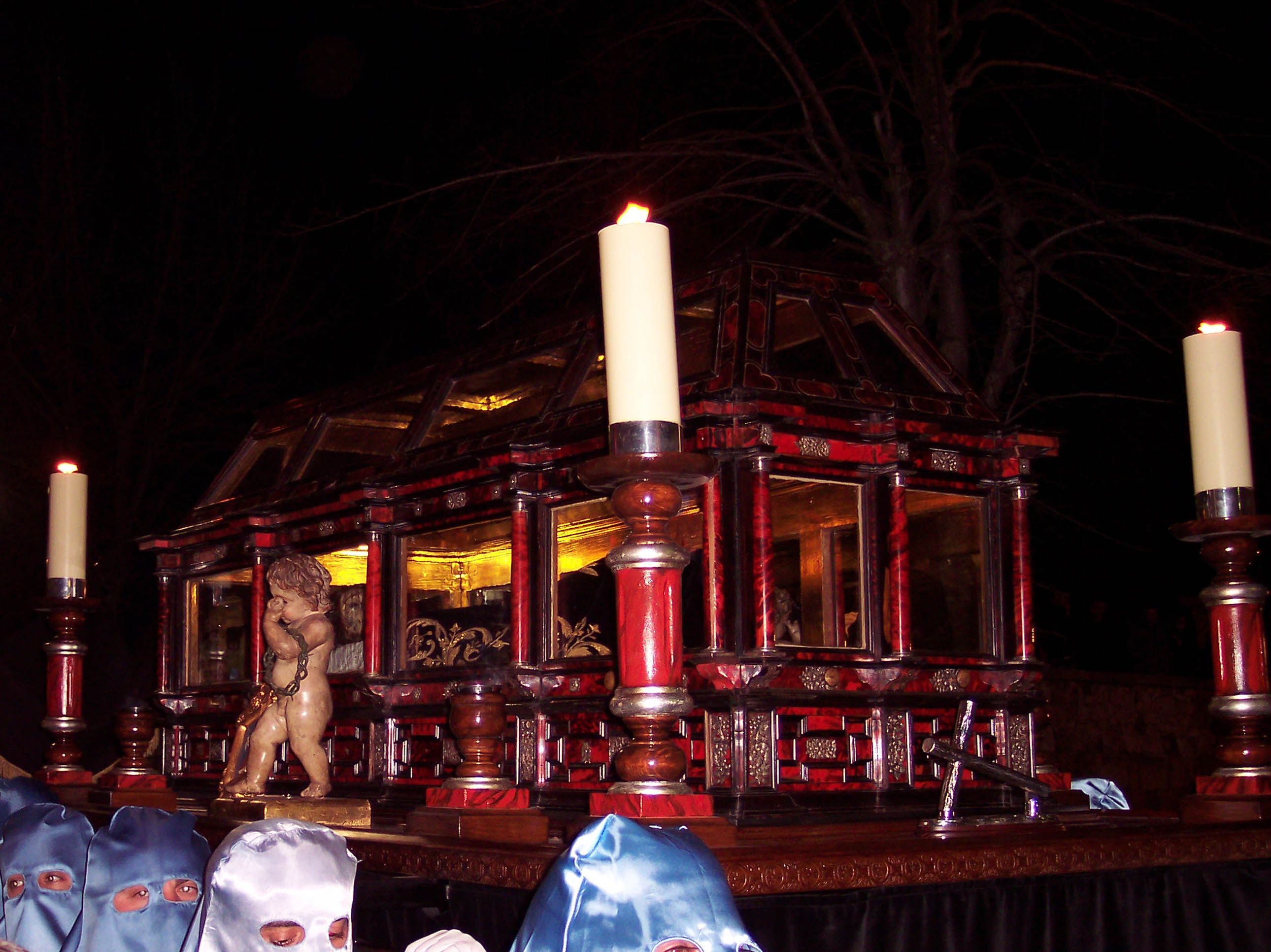
Paso del Santo Sepulcro en la Procesión del Santo Entierro.

Es una obra anónima donada a la cofradía en 1678 por Lorenzo García y Josefa de Aragón, como reza una inscripción en su interior.
Consiste en una urna de base trapezoidal, realizada en madera de ébano y carey con ventanas de cristal que permiten ver su interior. Separando las ventanas hay columnillas sobre ménsulas con basa y capitel de plata. El conjunto está decorado con florones y festones de plata. Antonio Casaseca plantea la hipótesis de que su procedencia sea iberoamericana, basándose en los materiales empleados. Fue restaurado en 2006.
Es empleado para custodiar la imagen de Cristo Nuestro Bien, una vez desclavada de la cruz en el Acto del Descendimiento la mañana del Viernes Santo. Esa misma tarde constituye el paso principal de la Procesión del Santo Entierro, cubriéndose Cristo con ropa de cama, destacando la colcha de terciopelo negro bordada en oro con atributos de la Pasión. Cierra el desfile seguido de un palio de respeto negro, que es portado por los Legionarios de Cristo.

### Lignum Crucis

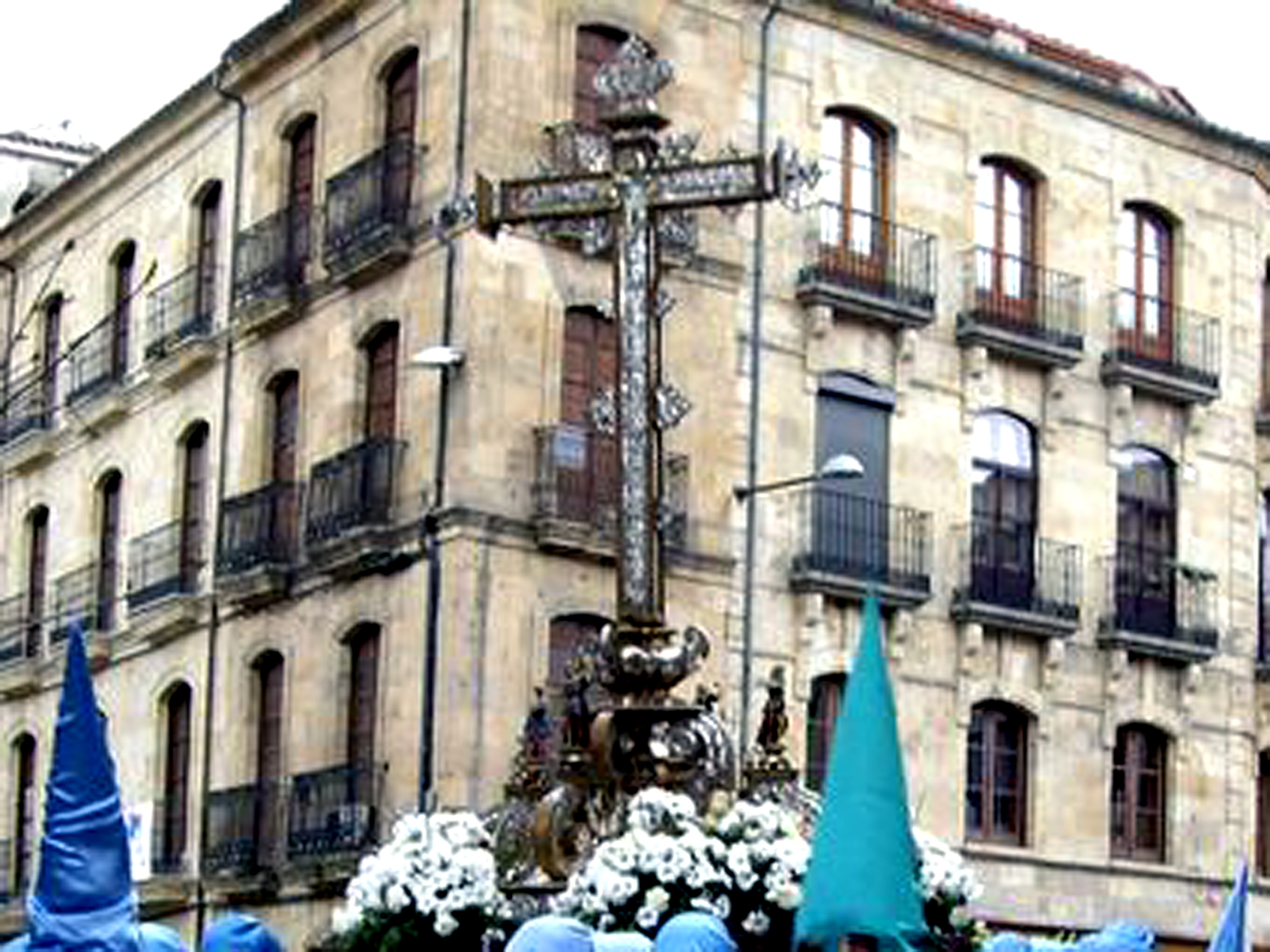
Paso del Lignum Crucis.

Se trata de una cruz de plata bruñida con armazón de madera realizada en 1675. El armazón de madera y ocho ángeles de la base son obra de Cristóbal de Honorato, la labor de orfebrería corresponde al platero Pedro Benítez y la policromía y dorado de la obra se ejecutó por Pedro Nieto.
La cruz se alza sobre una base lobulada de la que emerge una pirámide cóncava con cuatro arbotantes mixtilíneos. En la intersección de los brazos de la cruz se colocó un relicario de cristal en el que se expone la reliquia de la cruz, Lignum Crucis, donada en 1724 por fray Juan de San Antonio, del convento del Calvario.
La reliquia, portada en un relicario portátil realizado en plata, recibe la veneración de los cofrades en la fiesta fundacional de la Cofradía, de la misma forma peregrinó por distintas iglesias de la diócesis con motivo del V Centenario de la cofradía y participa en otros actos como el primer desfile penitencial de la Hermandad del Despojado, apadrinado por la Vera Cruz.
La obra fue sometida a una completa restauración en 2008.
Desfila a hombros en la procesión del Domingo de Resurrección sobre andas doradas, figurando en las esquinas cuatro angelitos que portan atributos de la Pasión. Completan el conjunto una Inmaculada en el frontal y un San Francisco de Asís en la trasera.

### El ángel anunciador y las Tres Marías ante el Sepulcro Vacío

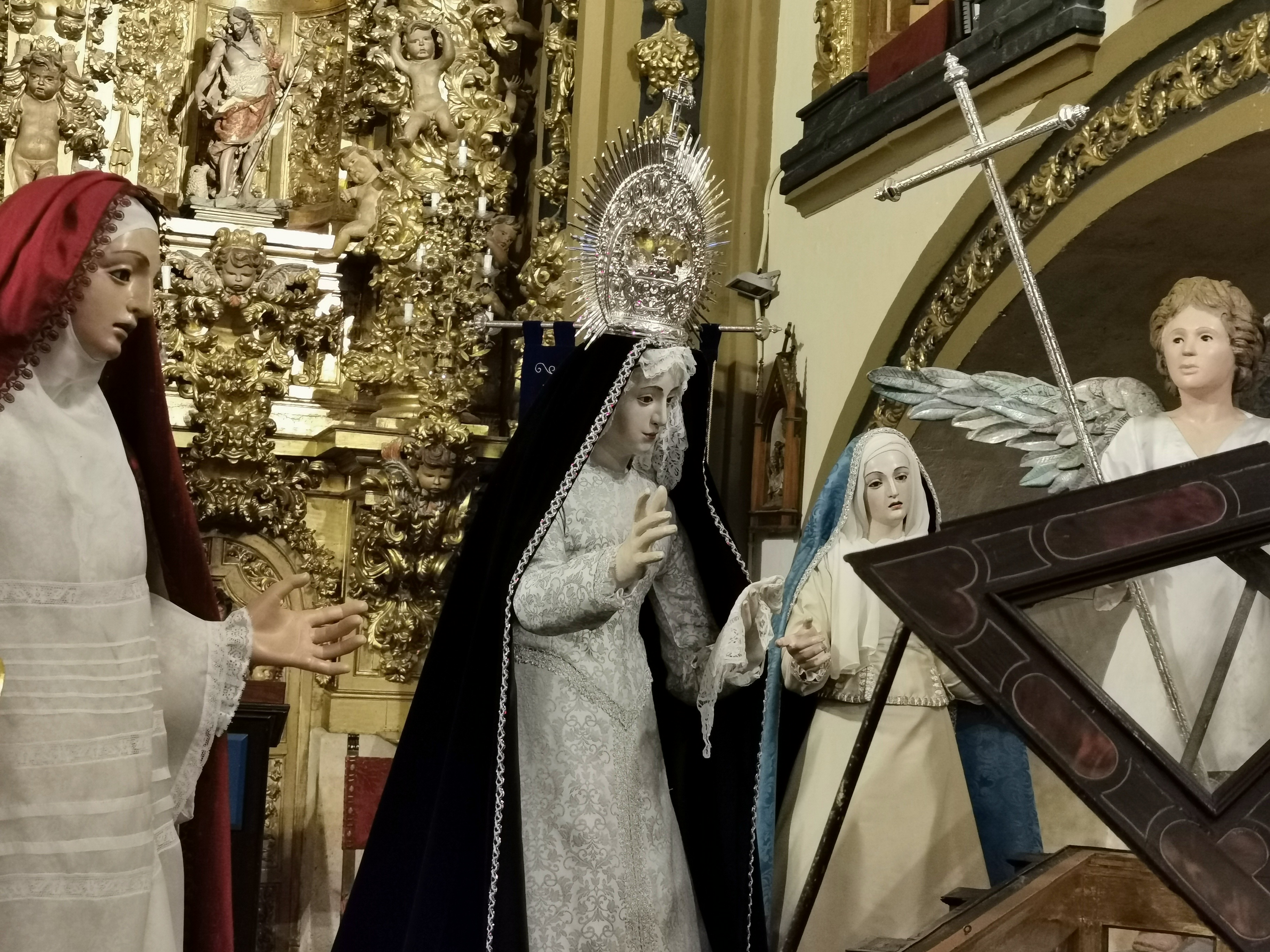
Grupo de las Tres Marías ante el Sepulcro vacío.

Grupo escultórico que representa a las santas mujeres descubriendo que el cuerpo de Cristo ha desaparecido de su sepultura en la mañana del Domingo de Pascua, cuando iban a embalsamarlo. Está formado por cuatro imágenes de vestir: el ángel, la virgen María en el centro, María la de Cleofás y María Magdalena. El ángel anuncia la resurrección del Señor. La urna del Santo Sepulcro es la misma que el Viernes Santo el Santo Sepulcro custodia la imagen de Cristo Nuestro Bien, una vez desclavada de la cruz en el Acto del Descendimiento siendo el paso principal de la Procesión del Santo Entierro.
Las imágenes de las Santas Mujeres se sitúan en un lateral del paso, ante el Santo Sepulcro, abierto y vacío. Son obra del imaginero salmantino Pedro Hernández y fueron realizadas en 1617. No se ciñe a lo descrito en los evangelios, siendo creencia popular sin base bíblica la presencia de María en estos acontecimientos. De igual modo ocurre con otros pasos de la Semana Santa y con el propio encuentro de Cristo con su madre. 
Tras más de seis décadas sin desfilar por motivos de conservación, en 2017 se recuperaron las imágenes de las tres Marías, atribuidas a Pedro Hernández y fechadas en 1617. La imagen del ángel que mostraba el sepulcro vacío a las Santas Mujeres se encuentra perdida, a pesar de los intentos de la cofradía por recuperarlo. En 2020 la cofradía incorporó al paso la imagen del ángel realizada por el imaginero salmantino Víctor de los Dolores Pablos, en sustitución de la imagen perdida.

### Virgen de la Alegría

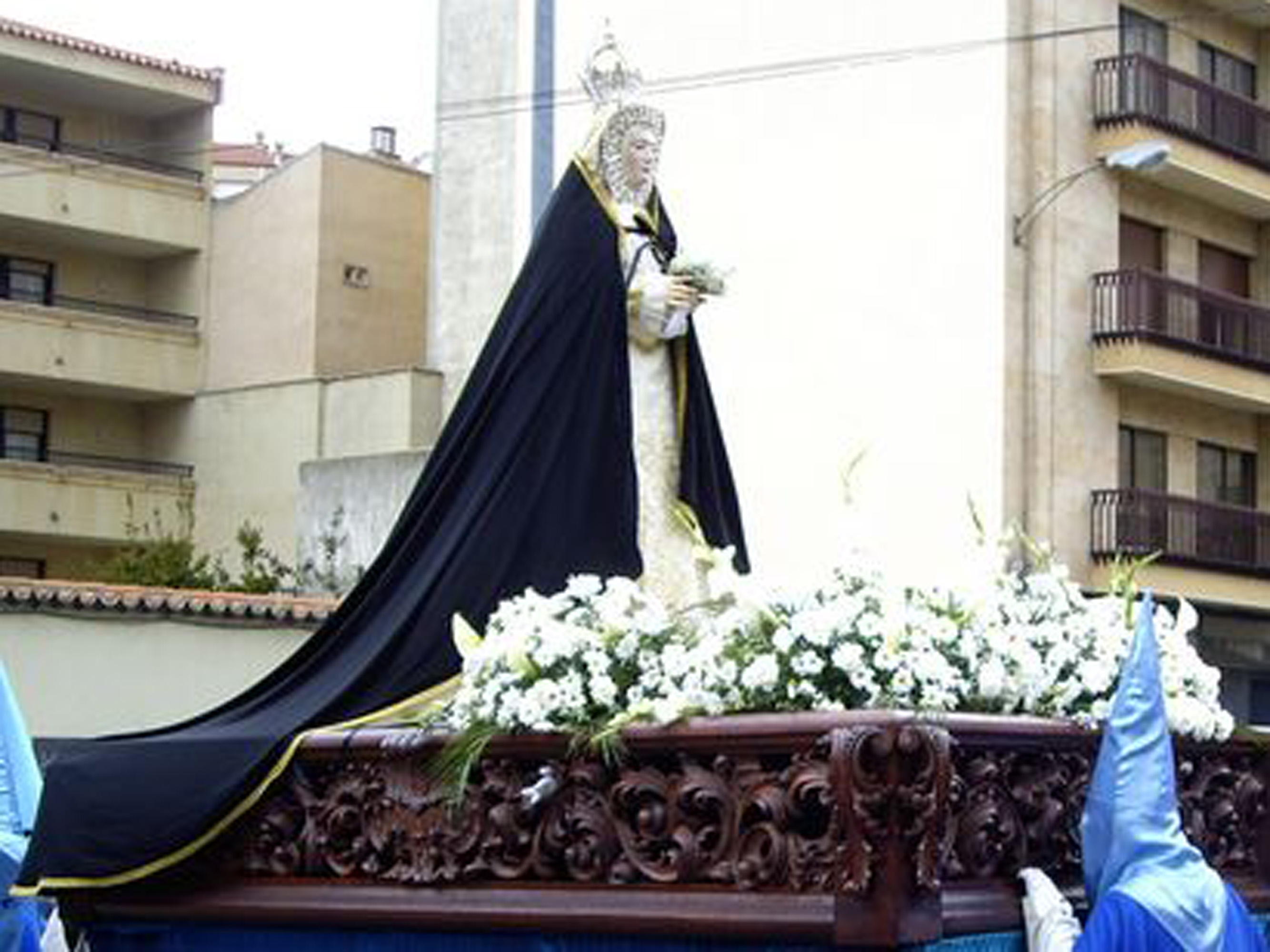
La Virgen de la Alegría antes del encuentro con el Resucitado.

Es una talla anónima que por su fisonomía y policromía se ajusta a los modelos de virgen de gloria del siglo XVIII. Antiguamente recibía culto en la cofradía bajo la advocación de Ntra. Sra. de la Salud, cambiándose a la denominación actual con la recuperación de la imagen para el desfile de Pascua a mediados del siglo XX.
Es una imagen de vestir de dulce rostro. Anteriormente llevaba en sus manos un librillo, hoy perdido y sustituido por un ramo de flores, lo que ha hecho cambiar la disposición de sus manos. En su ajuar destacan la corona y el rostrillo (pieza de orfebrería que rodea la cara de la imagen) en plata con incrustaciones de piedras preciosas, restaurados en 2006 con motivo del V centenario de la cofradía.
Desfila el Domingo de Resurrección cubierta por un manto negro del que es despojada en el momento del encuentro con el Resucitado, dejando ver entonces saya y manto blanco. Es portada a hombros por las hermanas de carga de la cofradía en andas de carga exterior estrenadas en 2010.

### Jesús Resucitado

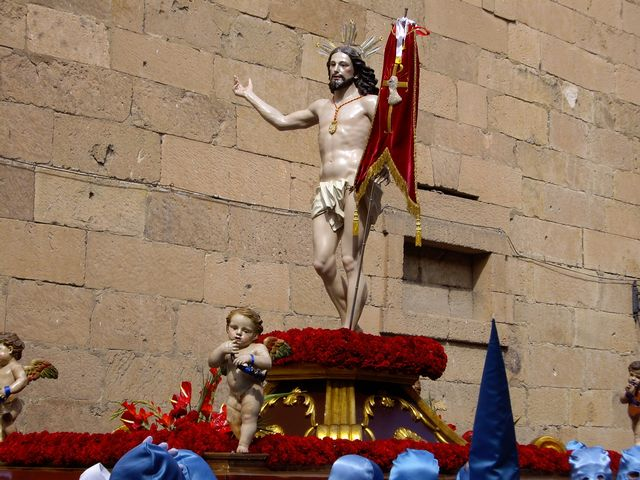
Paso del Resucitado.

Imagen del siglo XVIII, atribuida tradicionalmente a Alejandro Carnicero y fechable entre 1724 y 1739. La atribución a Carnicero se basa en la constancia de que la imagen fue donada por Manuel Francisco de Parada, al igual que el paso de Los Azotes, con el que comparte características técnicas. Esta atribución ha sido rebatida por la Doctora Virginia Albarrán en su tesis sobre el escultor Alejandro Carnicero, publicada en el año 2012. Jesús Urrea lo atribuye a Juan Alonso de Villabrille y Ron .
Representa a Cristo triunfante sobre la muerte, de delicada y alegre anatomía, bendiciendo con la mano derecha y llevando en la izquierda un estandarte con el Cordero Místico bordado. Antiguamente vistió capa encarnada, si bien ahora procesiona desnudo, cubierto solo por el paño de pureza. Lleva al pecho una cruz pectoral de piedras preciosas, aunque en 2007 lució la Medalla de Oro de la ciudad otorgada a la cofradía en 2006 con motivo de su V centenario. La imagen se restauró en 2009 debido a las grietas que presentaba en los pies que afectaban a su estabilidad.
Cuatro ángeles músicos del mismo autor, restaurados en 2008, acompañan a la imagen principal el Domingo de Resurrección, llevados a hombros por los cofrades de la Vera Cruz. Tras el paso desfila un palio de respeto blanco portado por congregantes de los Legionarios de Cristo.

## Procesiones

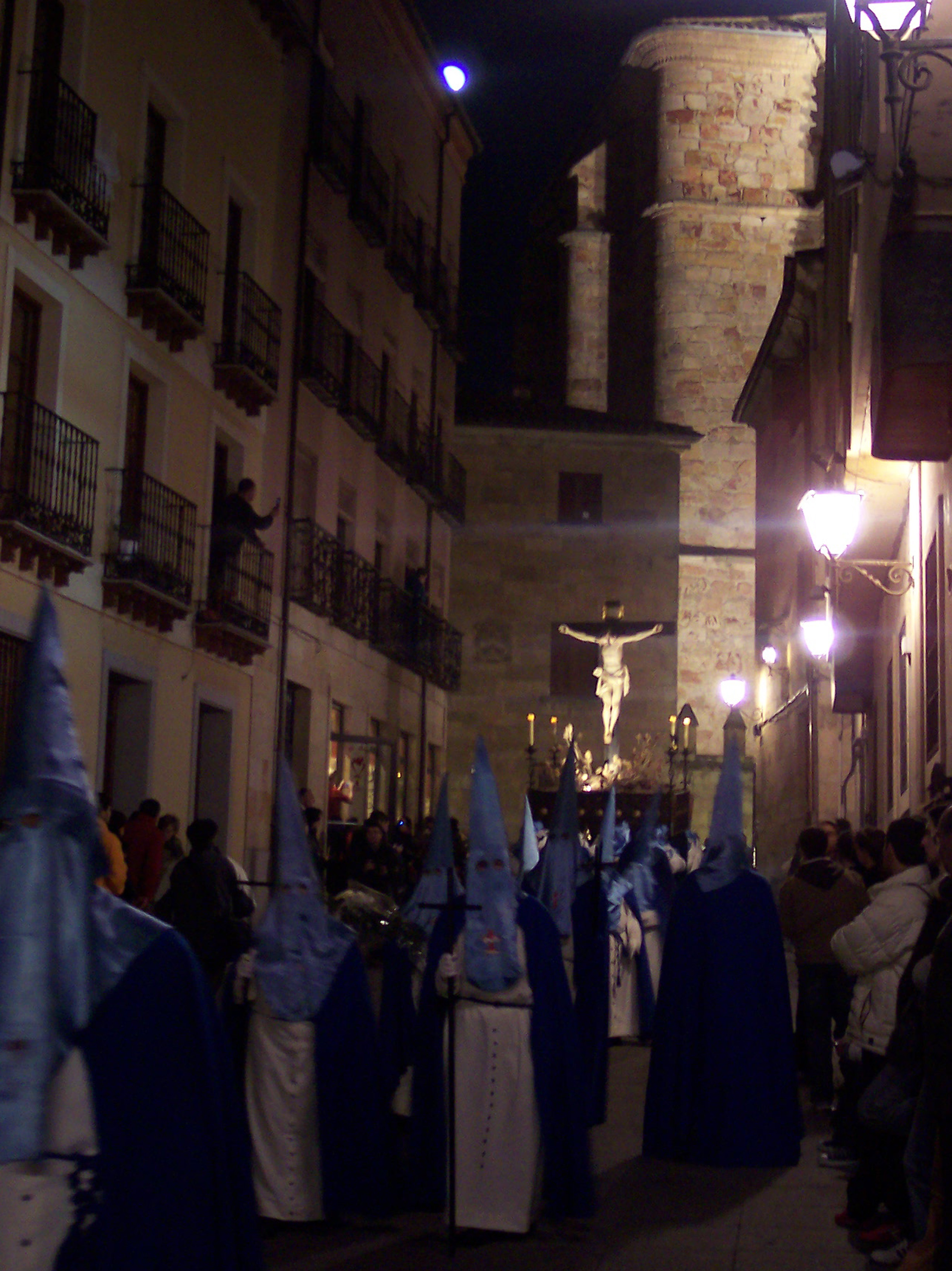
Procesión del Cristo de los Doctrinos, el Lunes Santo.

### Procesiones que se celebran en la actualidad
- Viernes de Dolores: Se celebra el Vía Matris popular con la imagen de la Dolorosa. Se van rezando los siete dolores de la Virgen María, realizando las correspondientes meditaciones diferentes grupos eclesiales de la Diócesis salmantina. Entre 1909 y 1969 la cofradía organizó una procesión penitencial con la imagen mariana. La decadencia de la cofradía en la década de los 60 y la crisis de las celebraciones religiosas entre esa década y la siguiente, junto con el traslado de la festividad de los Dolores de María a septiembre, hicieron que el desfile se perdiese. En 2004, coincidiendo con 250 aniversario de la incorporación de la Dolorosa de Felipe del Corral a las procesiones salmantinas, se recuperó la salida procesional del Viernes de Dolores, pero despojada del carácter penitencial. Los cofrades no visten el hábito, sino traje de calle, y la imagen puede ser acompañada por todos sus devotos, sin necesidad de pertenecer a la cofradía.[65]

- Lunes Santo: La cofradía realiza la Procesión del Cristo de los Doctrinos, haciendo estación de penitencia en la S.I.B. Catedral Nueva con los pasos del Stmo. Cristo de los Doctrinos y Ntra. Sra. de la Amargura. Se celebra desde 1985, año en que la cofradía decidió cubrir el vacío del Lunes Santo, que había quedado sin procesiones tras la suspensión del desfile de la Hermandad de Jesús de la Promesa en 1975. En un principio desfilaba sólo el Cristo de los Doctrinos, incorporándose el paso de la Virgen de la Amargura en 1991. En 2006, coincidiendo con el V centenario de la cofradía, se dio un giro al desfile, incorporando la Estación de Penitencia en la Catedral y prescindiendo de acompañamiento musical, con los que el desfile ganó en sobriedad y solemnidad.[75]

- Viernes Santo: La cofradía celebra dos actos en la tarde de la jornada.

A primera hora de la tarde celebra el Acto del Descendimiento en el vecino Campo de San Francisco. Se viene realizando desde 1615.
A continuación organiza la Procesión del Santo Entierro, también surgida en 1615 como continuación natural del Descendimiento. Desfilan los pasos de Los Azotes, La Caña, Jesús con la Cruz a cuestas, la Caída, el Calvario, La Dolorosa y el Santo Sepulcro.
- Domingo de Resurrección: Organiza la Procesión del Encuentro con los pasos del Sepulcro Vacío, el Lignum Crucis, la Virgen de la Alegría y Jesús Resucitado. Se celebró por primera vez en 1616.[10]

- Fiesta Sacramental: El domingo siguiente al de Corpus Christi la cofradía celebra su Fiesta Sacramental. Tras la adoración y la Eucaristía en la Capilla tiene lugar una procesión con el Santísimo Sacramento por el cercano Campo de San Francisco. Colocado en la custodia y ubicado en un baldaquino, es portado en andas por cuatro cofrades.[76]

### Procesiones que no se celebran en la actualidad
- Procesión del 3 de Mayo. Para celebrar la Invención de la Cruz y la Fiesta Fundacional de la Cofradía, la Vera Cruz salía en procesión portando su paso insignia, el Lignum Crucis, además de las imágenes de la Virgen de la Alegría y de Santa Elena. Con la supresión litúrgica por parte de la Iglesia de esta festividad, la procesión dejó de celebrarse, limitándose a la cofradía a festejar su fundación con la celebración de una Misa.[77]

- Procesión de Disciplina. La más antigua de las procesiones penitenciales salmantinas. Comenzó a celebrarse en la Edad Media por los Hermanos de la Penitencia de Cristo, antecedente directo de la Cofradía de la Vera Cruz. Fue la más solemne de todas las procesiones de Semana Santa. Se celebraba el Jueves Santo. En ella los penitentes se disciplinaban. A comienzos del siglo XVII se incorporaron los mejores pasos que había en Salamanca. Salían el Huerto de los Olivos, La Flagelación, El Balcón de Pilato, Jesús en la Calle de la Amargura de la Congregación de Nazarenos, Jesús con la Cruz a Cuestas y La Virgen acompañada por San Juan. Fue suprimida en 1806 al unificarse todas las procesiones en la del Viernes Santo.[78]

- Procesión de los Nazarenos. Se instauró en 1617 para sacar, en la madrugada del Viernes Santo el paso de Jesús Nazareno, actualmente conocido como La Caída, único paso de la procesión. Los cofrades vestían de morado con soga al cuello y cargaban con cruces moradas. Se distinguía por su seriedad y por salir en silencio. En 1619 pasó a celebrarse en la tarde del Miércoles Santo. Fue suprimida en 1806 al unificarse todas las procesiones en la del Viernes Santo.[79]

### La cuestión del Santo Entierro
En 2006 la Cofradía de la Vera Cruz decidió en asamblea desfilar en solitario, a partir del año siguiente, la tarde del Viernes Santo con la consiguiente disolución la Procesión General del Santo Entierro. La idea para 2007 y los años sucesivos era salir de su ermita a primera hora de la tarde, como continuación a la celebración de los Santos Oficios, con sus siete pasos. La decisión generó una fuerte polémica en el seno de las cofradías salmantinas y la Junta de Semana Santa expuso el caso ante el Obispado. El conflicto se resolvió mediante decreto episcopal, que abogó por mantener la unidad del desfile de la tarde del Viernes Santo, a la vez que se reconoció a la Vera Cruz como anfitriona y organizadora, con la Junta de Cofradías, de este desfile, del de Resurrección y del Acto del Descendimiento. La Cofradía de la Vera Cruz acató la decisión de la autoridad eclesiástica, y envió a la Junta de Cofradías y al Obispado su propuesta para la reestructuración del Descendimiento y de la Procesión del Santo Entierro con el objeto de mejorar dichos actos en lo tocante a organización y solemnidad.
Ante los problemas de organización del Santo Entierro en la última década, acentuados por las incidencias meteorológicas, el pleno de la Junta de Cofradías celebrado en febrero de 2013 decidió no intercalar los pasos de las distintas cofradías siguiendo el orden de la Pasión en la procesión de ese año. La medida contemplaba cuatro desfiles independientes que compartirían el tradicional recorrido común desde la Plaza de las Agustinas hasta la Plaza Mayor, pasando por Compañía y la Rúa. La procesión de la Vera Cruz, con los siete pasos que tradicionalmente aportaba al desfile, mantenía la denominación de Procesión del Santo Entierro. En la misma sesión la Junta de Cofradías acordó salir de la organización del Acto del Descendimiento y la Procesión del Resucitado, cuya organización pasó a ser competencia exclusiva de la Cofradía de la Vera Cruz.
En 2014 se pretendía implantar el modelo definitivo para la organización del Santo Entierro tras el estudio de las distintas alternativas por la Junta y las cofradías implicadas. La Junta de Semana Santa realizó una propuesta a las cuatro cofradías que integraban la Procesión General, con los objetivos de agilizar la tarde del Viernes Santo y adecuar la salida de los desfiles a un guion más litúrgico. Así propuso que la Cofradía de la Oración en el Huerto desfilar en la noche del Jueves Santo cerrando la jornada; la Congregación de Jesús Nazareno desfilaría la mañana del Viernes Santo; la Vera Cruz celebraría el Acto del Descendimiento en la tarde del Viernes Santo, que tendría su continuación en la Procesión del Santo Entierro con los siete pasos de la cofradía; para la Congregación del Rescatado se propuso mantener la salida en la tarde del Viernes Santo, con un itinerario totalmente distinto al de la Vera Cruz. Estas propuestas se estudiaron por las cofradías afectadas, al ser sus órganos de gobierno quienes tenían potestad para modificar los horarios e itinerarios de sus desfiles.
La Cofradía de la Vera Cruz fue la primera en tratar los cambios propuestos por la Junta de Cofradías. El 26 de octubre de 2013 aprobó en Junta General Extraordinaria el traslado de la celebración del Acto del Descendimiento a la tarde del Viernes Santo para continuarse con la Procesión del Santo Entierro, recuperando la estructura que tenía en su fundación en 1615.

## Hábito
Los cofrades visten túnica de lana blanca con botonadura en azul ceñida con cíngulo del mismo color con siete nudos representando los Dolores de la Virgen, capa de lana azul y capirote de raso azul cielo con el emblema de la cofradía bordado. Se completa el atuendo con guantes blancos y zapatos negros. En la procesión del Domingo de Resurrección sustituyen capirote y capa por esclavina, mientras que en la procesión popular de la Virgen de los Dolores visten traje oscuro de calle.

## Cultos y actividades
La cofradía programa un calendario de cultos y actividades que le hacen convocar frecuentemente a cofrades y fieles en su Capilla titular. Cada primer domingo de mes se celebra la Eucaristía.
En los tiempos litúrgicos fuertes también se organizan cultos en la Vera Cruz: festividad de la Inmaculada Concepción en Adviento, Misa los días de Navidad y Epifanía, Vía Crucis en honor de la imagen de Jesús con la Cruz a cuestas y novena a La Dolorosa en Cuaresma y Vía Lucis junto al Resucitado en Pascua. El Domingo de la Palabra de Dios, tercero del tiempo ordinario, celebra en su capilla una lectio divina, meditando sobre las Sagradas Escrituras e incluyendo la veneración a una de sus imágenes titulares. Tres fiestas más completan el calendario de fechas fundamentales: la Fundacional el primer domingo de mayo, la Sacramental el domingo siguiente al de Corpus Christi y la de la Santa Cruz el 14 de septiembre, que incluye un triduo y el besapiés del Cristo de los Doctrinos. En noviembre se realiza una oración por los difuntos en el Cementerio de Salamanca.
Además de los actos litúrgicos y de piedad, se organizan excursiones, jornadas de convivencia y otras actividades que congregan a los miembros de la asociación a lo largo del año. Tres veces al año en sesión ordinaria se reúne la Junta General, órgano supremo del gobierno de la cofradía: el primer domingo de Cuaresma, el Domingo de Ramos y el último domingo de noviembre.